# 1870
Portal Geschichte | Portal Biografien | Aktuelle Ereignisse | Jahreskalender | Tagesartikel

◄ |
18. Jahrhundert |
19. Jahrhundert
| 20. Jahrhundert | ►

◄ |
1840er |
1850er |
1860er |
1870er
| 1880er | 1890er | 1900er | ►

◄◄ |
◄ |
1866 |
1867 |
1868 |
1869 |
1870
| 1871 | 1872 | 1873 | 1874 | ► | ►►
Staatsoberhäupter · Wahlen · Nekrolog · Kunstjahr · Literaturjahr · Musikjahr   · Sportjahr
| Januar | Januar | Januar | Januar | Januar | Januar | Januar | Januar |
| Kw     | Mo     | Di     | Mi     | Do     | Fr     | Sa     | So     |
| ------ | ------ | ------ | ------ | ------ | ------ | ------ | ------ |
| 52     |        |        |        |        |        | 1      | 2      |
| 1      | 3      | 4      | 5      | 6      | 7      | 8      | 9      |
| 2      | 10     | 11     | 12     | 13     | 14     | 15     | 16     |
| 3      | 17     | 18     | 19     | 20     | 21     | 22     | 23     |
| 4      | 24     | 25     | 26     | 27     | 28     | 29     | 30     |
| 5      | 31     |        |        |        |        |        |        |

| Februar | Februar | Februar | Februar | Februar | Februar | Februar | Februar |
| Kw      | Mo      | Di      | Mi      | Do      | Fr      | Sa      | So      |
| ------- | ------- | ------- | ------- | ------- | ------- | ------- | ------- |
| 5       |         | 1       | 2       | 3       | 4       | 5       | 6       |
| 6       | 7       | 8       | 9       | 10      | 11      | 12      | 13      |
| 7       | 14      | 15      | 16      | 17      | 18      | 19      | 20      |
| 8       | 21      | 22      | 23      | 24      | 25      | 26      | 27      |
| 9       | 28      |         |         |         |         |         |         |

| März | März | März | März | März | März | März | März |
| Kw   | Mo   | Di   | Mi   | Do   | Fr   | Sa   | So   |
| ---- | ---- | ---- | ---- | ---- | ---- | ---- | ---- |
| 9    |      | 1    | 2    | 3    | 4    | 5    | 6    |
| 10   | 7    | 8    | 9    | 10   | 11   | 12   | 13   |
| 11   | 14   | 15   | 16   | 17   | 18   | 19   | 20   |
| 12   | 21   | 22   | 23   | 24   | 25   | 26   | 27   |
| 13   | 28   | 29   | 30   | 31   |      |      |      |

| April | April | April | April | April | April | April | April |
| Kw    | Mo    | Di    | Mi    | Do    | Fr    | Sa    | So    |
| ----- | ----- | ----- | ----- | ----- | ----- | ----- | ----- |
| 13    |       |       |       |       | 1     | 2     | 3     |
| 14    | 4     | 5     | 6     | 7     | 8     | 9     | 10    |
| 15    | 11    | 12    | 13    | 14    | 15    | 16    | 17    |
| 16    | 18    | 19    | 20    | 21    | 22    | 23    | 24    |
| 17    | 25    | 26    | 27    | 28    | 29    | 30    |       |

| Mai | Mai | Mai | Mai | Mai | Mai | Mai | Mai |
| Kw  | Mo  | Di  | Mi  | Do  | Fr  | Sa  | So  |
| --- | --- | --- | --- | --- | --- | --- | --- |
| 17  |     |     |     |     |     |     | 1   |
| 18  | 2   | 3   | 4   | 5   | 6   | 7   | 8   |
| 19  | 9   | 10  | 11  | 12  | 13  | 14  | 15  |
| 20  | 16  | 17  | 18  | 19  | 20  | 21  | 22  |
| 21  | 23  | 24  | 25  | 26  | 27  | 28  | 29  |
| 22  | 30  | 31  |     |     |     |     |     |

| Juni | Juni | Juni | Juni | Juni | Juni | Juni | Juni |
| Kw   | Mo   | Di   | Mi   | Do   | Fr   | Sa   | So   |
| ---- | ---- | ---- | ---- | ---- | ---- | ---- | ---- |
| 22   |      |      | 1    | 2    | 3    | 4    | 5    |
| 23   | 6    | 7    | 8    | 9    | 10   | 11   | 12   |
| 24   | 13   | 14   | 15   | 16   | 17   | 18   | 19   |
| 25   | 20   | 21   | 22   | 23   | 24   | 25   | 26   |
| 26   | 27   | 28   | 29   | 30   |      |      |      |

| Juli | Juli | Juli | Juli | Juli | Juli | Juli | Juli |
| Kw   | Mo   | Di   | Mi   | Do   | Fr   | Sa   | So   |
| ---- | ---- | ---- | ---- | ---- | ---- | ---- | ---- |
| 26   |      |      |      |      | 1    | 2    | 3    |
| 27   | 4    | 5    | 6    | 7    | 8    | 9    | 10   |
| 28   | 11   | 12   | 13   | 14   | 15   | 16   | 17   |
| 29   | 18   | 19   | 20   | 21   | 22   | 23   | 24   |
| 30   | 25   | 26   | 27   | 28   | 29   | 30   | 31   |

| August | August | August | August | August | August | August | August |
| Kw     | Mo     | Di     | Mi     | Do     | Fr     | Sa     | So     |
| ------ | ------ | ------ | ------ | ------ | ------ | ------ | ------ |
| 31     | 1      | 2      | 3      | 4      | 5      | 6      | 7      |
| 32     | 8      | 9      | 10     | 11     | 12     | 13     | 14     |
| 33     | 15     | 16     | 17     | 18     | 19     | 20     | 21     |
| 34     | 22     | 23     | 24     | 25     | 26     | 27     | 28     |
| 35     | 29     | 30     | 31     |        |        |        |        |

| September | September | September | September | September | September | September | September |
| Kw        | Mo        | Di        | Mi        | Do        | Fr        | Sa        | So        |
| --------- | --------- | --------- | --------- | --------- | --------- | --------- | --------- |
| 35        |           |           |           | 1         | 2         | 3         | 4         |
| 36        | 5         | 6         | 7         | 8         | 9         | 10        | 11        |
| 37        | 12        | 13        | 14        | 15        | 16        | 17        | 18        |
| 38        | 19        | 20        | 21        | 22        | 23        | 24        | 25        |
| 39        | 26        | 27        | 28        | 29        | 30        |           |           |

| Oktober | Oktober | Oktober | Oktober | Oktober | Oktober | Oktober | Oktober |
| Kw      | Mo      | Di      | Mi      | Do      | Fr      | Sa      | So      |
| ------- | ------- | ------- | ------- | ------- | ------- | ------- | ------- |
| 39      |         |         |         |         |         | 1       | 2       |
| 40      | 3       | 4       | 5       | 6       | 7       | 8       | 9       |
| 41      | 10      | 11      | 12      | 13      | 14      | 15      | 16      |
| 42      | 17      | 18      | 19      | 20      | 21      | 22      | 23      |
| 43      | 24      | 25      | 26      | 27      | 28      | 29      | 30      |
| 44      | 31      |         |         |         |         |         |         |

| November | November | November | November | November | November | November | November |
| Kw       | Mo       | Di       | Mi       | Do       | Fr       | Sa       | So       |
| -------- | -------- | -------- | -------- | -------- | -------- | -------- | -------- |
| 44       |          | 1        | 2        | 3        | 4        | 5        | 6        |
| 45       | 7        | 8        | 9        | 10       | 11       | 12       | 13       |
| 46       | 14       | 15       | 16       | 17       | 18       | 19       | 20       |
| 47       | 21       | 22       | 23       | 24       | 25       | 26       | 27       |
| 48       | 28       | 29       | 30       |          |          |          |          |

| Dezember | Dezember | Dezember | Dezember | Dezember | Dezember | Dezember | Dezember |
| Kw       | Mo       | Di       | Mi       | Do       | Fr       | Sa       | So       |
| -------- | -------- | -------- | -------- | -------- | -------- | -------- | -------- |
| 48       |          |          |          | 1        | 2        | 3        | 4        |
| 49       | 5        | 6        | 7        | 8        | 9        | 10       | 11       |
| 50       | 12       | 13       | 14       | 15       | 16       | 17       | 18       |
| 51       | 19       | 20       | 21       | 22       | 23       | 24       | 25       |
| 52       | 26       | 27       | 28       | 29       | 30       | 31       |          |

| Januar | Januar | Januar | Januar | Januar | Januar | Januar | Januar |
| Kw     | Mo     | Di     | Mi     | Do     | Fr     | Sa     | So     |
| ------ | ------ | ------ | ------ | ------ | ------ | ------ | ------ |
| 52     |        |        |        |        |        | 1      | 2      |
| 1      | 3      | 4      | 5      | 6      | 7      | 8      | 9      |
| 2      | 10     | 11     | 12     | 13     | 14     | 15     | 16     |
| 3      | 17     | 18     | 19     | 20     | 21     | 22     | 23     |
| 4      | 24     | 25     | 26     | 27     | 28     | 29     | 30     |
| 5      | 31     |        |        |        |        |        |        |

| Februar | Februar | Februar | Februar | Februar | Februar | Februar | Februar |
| Kw      | Mo      | Di      | Mi      | Do      | Fr      | Sa      | So      |
| ------- | ------- | ------- | ------- | ------- | ------- | ------- | ------- |
| 5       |         | 1       | 2       | 3       | 4       | 5       | 6       |
| 6       | 7       | 8       | 9       | 10      | 11      | 12      | 13      |
| 7       | 14      | 15      | 16      | 17      | 18      | 19      | 20      |
| 8       | 21      | 22      | 23      | 24      | 25      | 26      | 27      |
| 9       | 28      |         |         |         |         |         |         |

| März | März | März | März | März | März | März | März |
| Kw   | Mo   | Di   | Mi   | Do   | Fr   | Sa   | So   |
| ---- | ---- | ---- | ---- | ---- | ---- | ---- | ---- |
| 9    |      | 1    | 2    | 3    | 4    | 5    | 6    |
| 10   | 7    | 8    | 9    | 10   | 11   | 12   | 13   |
| 11   | 14   | 15   | 16   | 17   | 18   | 19   | 20   |
| 12   | 21   | 22   | 23   | 24   | 25   | 26   | 27   |
| 13   | 28   | 29   | 30   | 31   |      |      |      |

| April | April | April | April | April | April | April | April |
| Kw    | Mo    | Di    | Mi    | Do    | Fr    | Sa    | So    |
| ----- | ----- | ----- | ----- | ----- | ----- | ----- | ----- |
| 13    |       |       |       |       | 1     | 2     | 3     |
| 14    | 4     | 5     | 6     | 7     | 8     | 9     | 10    |
| 15    | 11    | 12    | 13    | 14    | 15    | 16    | 17    |
| 16    | 18    | 19    | 20    | 21    | 22    | 23    | 24    |
| 17    | 25    | 26    | 27    | 28    | 29    | 30    |       |

| Mai | Mai | Mai | Mai | Mai | Mai | Mai | Mai |
| Kw  | Mo  | Di  | Mi  | Do  | Fr  | Sa  | So  |
| --- | --- | --- | --- | --- | --- | --- | --- |
| 17  |     |     |     |     |     |     | 1   |
| 18  | 2   | 3   | 4   | 5   | 6   | 7   | 8   |
| 19  | 9   | 10  | 11  | 12  | 13  | 14  | 15  |
| 20  | 16  | 17  | 18  | 19  | 20  | 21  | 22  |
| 21  | 23  | 24  | 25  | 26  | 27  | 28  | 29  |
| 22  | 30  | 31  |     |     |     |     |     |

| Juni | Juni | Juni | Juni | Juni | Juni | Juni | Juni |
| Kw   | Mo   | Di   | Mi   | Do   | Fr   | Sa   | So   |
| ---- | ---- | ---- | ---- | ---- | ---- | ---- | ---- |
| 22   |      |      | 1    | 2    | 3    | 4    | 5    |
| 23   | 6    | 7    | 8    | 9    | 10   | 11   | 12   |
| 24   | 13   | 14   | 15   | 16   | 17   | 18   | 19   |
| 25   | 20   | 21   | 22   | 23   | 24   | 25   | 26   |
| 26   | 27   | 28   | 29   | 30   |      |      |      |

| Juli | Juli | Juli | Juli | Juli | Juli | Juli | Juli |
| Kw   | Mo   | Di   | Mi   | Do   | Fr   | Sa   | So   |
| ---- | ---- | ---- | ---- | ---- | ---- | ---- | ---- |
| 26   |      |      |      |      | 1    | 2    | 3    |
| 27   | 4    | 5    | 6    | 7    | 8    | 9    | 10   |
| 28   | 11   | 12   | 13   | 14   | 15   | 16   | 17   |
| 29   | 18   | 19   | 20   | 21   | 22   | 23   | 24   |
| 30   | 25   | 26   | 27   | 28   | 29   | 30   | 31   |

| August | August | August | August | August | August | August | August |
| Kw     | Mo     | Di     | Mi     | Do     | Fr     | Sa     | So     |
| ------ | ------ | ------ | ------ | ------ | ------ | ------ | ------ |
| 31     | 1      | 2      | 3      | 4      | 5      | 6      | 7      |
| 32     | 8      | 9      | 10     | 11     | 12     | 13     | 14     |
| 33     | 15     | 16     | 17     | 18     | 19     | 20     | 21     |
| 34     | 22     | 23     | 24     | 25     | 26     | 27     | 28     |
| 35     | 29     | 30     | 31     |        |        |        |        |

| September | September | September | September | September | September | September | September |
| Kw        | Mo        | Di        | Mi        | Do        | Fr        | Sa        | So        |
| --------- | --------- | --------- | --------- | --------- | --------- | --------- | --------- |
| 35        |           |           |           | 1         | 2         | 3         | 4         |
| 36        | 5         | 6         | 7         | 8         | 9         | 10        | 11        |
| 37        | 12        | 13        | 14        | 15        | 16        | 17        | 18        |
| 38        | 19        | 20        | 21        | 22        | 23        | 24        | 25        |
| 39        | 26        | 27        | 28        | 29        | 30        |           |           |

| Oktober | Oktober | Oktober | Oktober | Oktober | Oktober | Oktober | Oktober |
| Kw      | Mo      | Di      | Mi      | Do      | Fr      | Sa      | So      |
| ------- | ------- | ------- | ------- | ------- | ------- | ------- | ------- |
| 39      |         |         |         |         |         | 1       | 2       |
| 40      | 3       | 4       | 5       | 6       | 7       | 8       | 9       |
| 41      | 10      | 11      | 12      | 13      | 14      | 15      | 16      |
| 42      | 17      | 18      | 19      | 20      | 21      | 22      | 23      |
| 43      | 24      | 25      | 26      | 27      | 28      | 29      | 30      |
| 44      | 31      |         |         |         |         |         |         |

| November | November | November | November | November | November | November | November |
| Kw       | Mo       | Di       | Mi       | Do       | Fr       | Sa       | So       |
| -------- | -------- | -------- | -------- | -------- | -------- | -------- | -------- |
| 44       |          | 1        | 2        | 3        | 4        | 5        | 6        |
| 45       | 7        | 8        | 9        | 10       | 11       | 12       | 13       |
| 46       | 14       | 15       | 16       | 17       | 18       | 19       | 20       |
| 47       | 21       | 22       | 23       | 24       | 25       | 26       | 27       |
| 48       | 28       | 29       | 30       |          |          |          |          |

| Dezember | Dezember | Dezember | Dezember | Dezember | Dezember | Dezember | Dezember |
| Kw       | Mo       | Di       | Mi       | Do       | Fr       | Sa       | So       |
| -------- | -------- | -------- | -------- | -------- | -------- | -------- | -------- |
| 48       |          |          |          | 1        | 2        | 3        | 4        |
| 49       | 5        | 6        | 7        | 8        | 9        | 10       | 11       |
| 50       | 12       | 13       | 14       | 15       | 16       | 17       | 18       |
| 51       | 19       | 20       | 21       | 22       | 23       | 24       | 25       |
| 52       | 26       | 27       | 28       | 29       | 30       | 31       |          |

## Ereignisse

### Politik und Weltgeschehen

#### Deutsche Einigung und Krieg gegen Frankreich

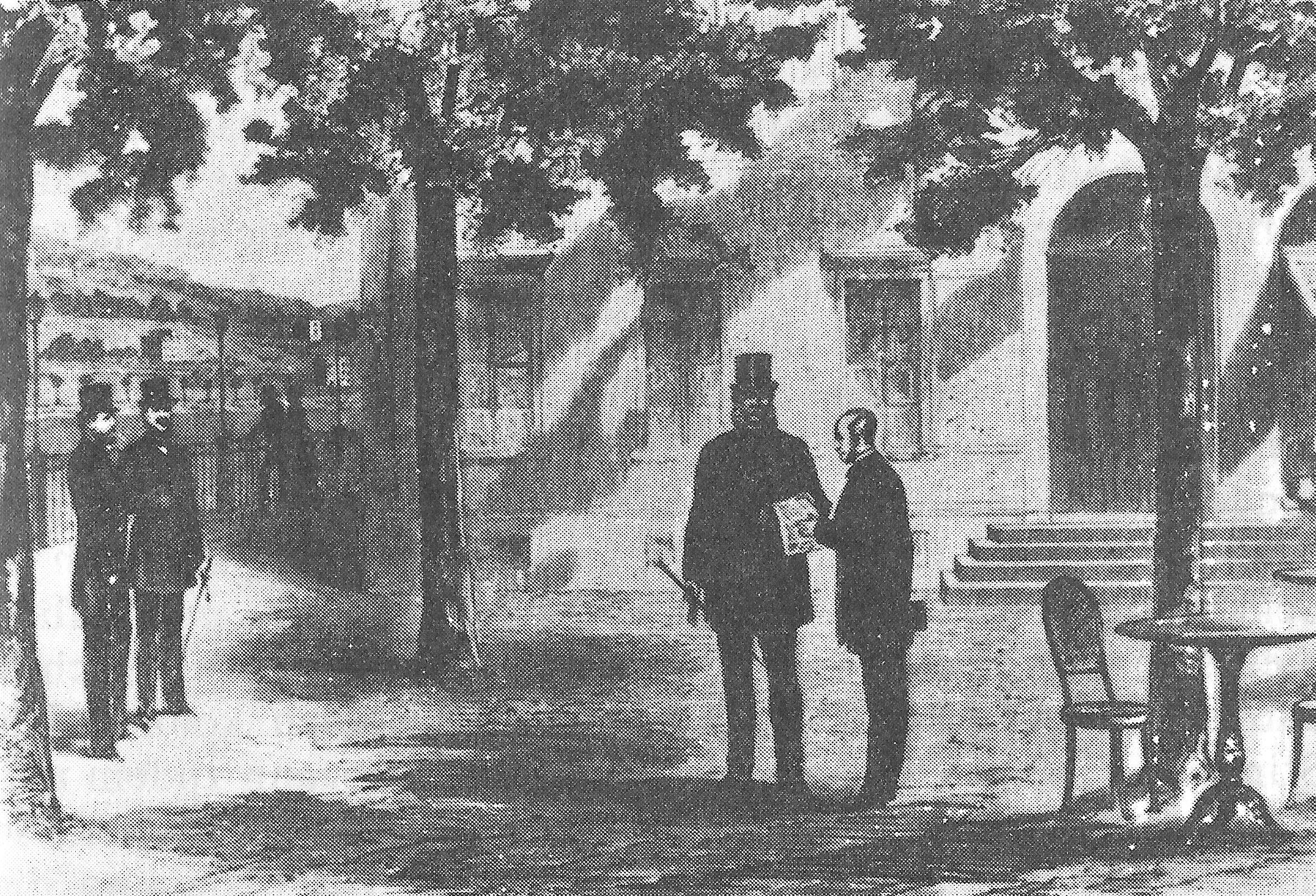
„Emser Audienz“, ein Zusammentreffen des französischen Botschafters mit König Wilhelm, Inhaber des Bundespräsidiums

- 7. Januar: Bundeskanzler Otto von Bismarck bespricht seinen „Kaiserplan“ mit dem Kronprinzen.
- 24. Februar: In der Interpellation Lasker bemühen die Nationalliberalen sich um die Aufnahme Badens in den Norddeutschen Bund.
- Juni: Der geplante Dreibund zwischen Frankreich, Österreich-Ungarn und Italien wird nach mehr als zweijährigen Sondierungen und Verhandlungen auf Eis gelegt.
- 2. Juli: Es wird bekannt, dass Leopold von Hohenzollern Kandidat für die spanische Thronfolge ist. In Frankreich gibt es einen Aufschrei der Empörung.
- 13. Juli: Eine Pressemitteilung Bismarcks (sogenannte „Emser Depesche“) erscheint. Napoleon III. wird sie als Anlass für einen Krieg gegen Preußen nehmen.
- 19. Juli: Der Deutsch-Französische Krieg beginnt mit der französischen Kriegserklärung an Preußen. Durch die norddeutsche Bundesverfassung und die Schutz- und Trutzbündnisse mit Süddeutschland befindet sich ganz Deutschland im Kriegszustand.
- 4. August: In der Schlacht bei Weißenburg, der ersten Schlacht im Deutsch-Französischen Krieg, tritt erstmals ein gesamtdeutsches Heer auf. Die 3. Armee unter der Führung von Kronprinz Friedrich Wilhelm von Preußen besiegt nahe der Grenzstadt Wissembourg im Elsass die „Elsassarmee“ unter Marschall Patrice de Mac-Mahon.

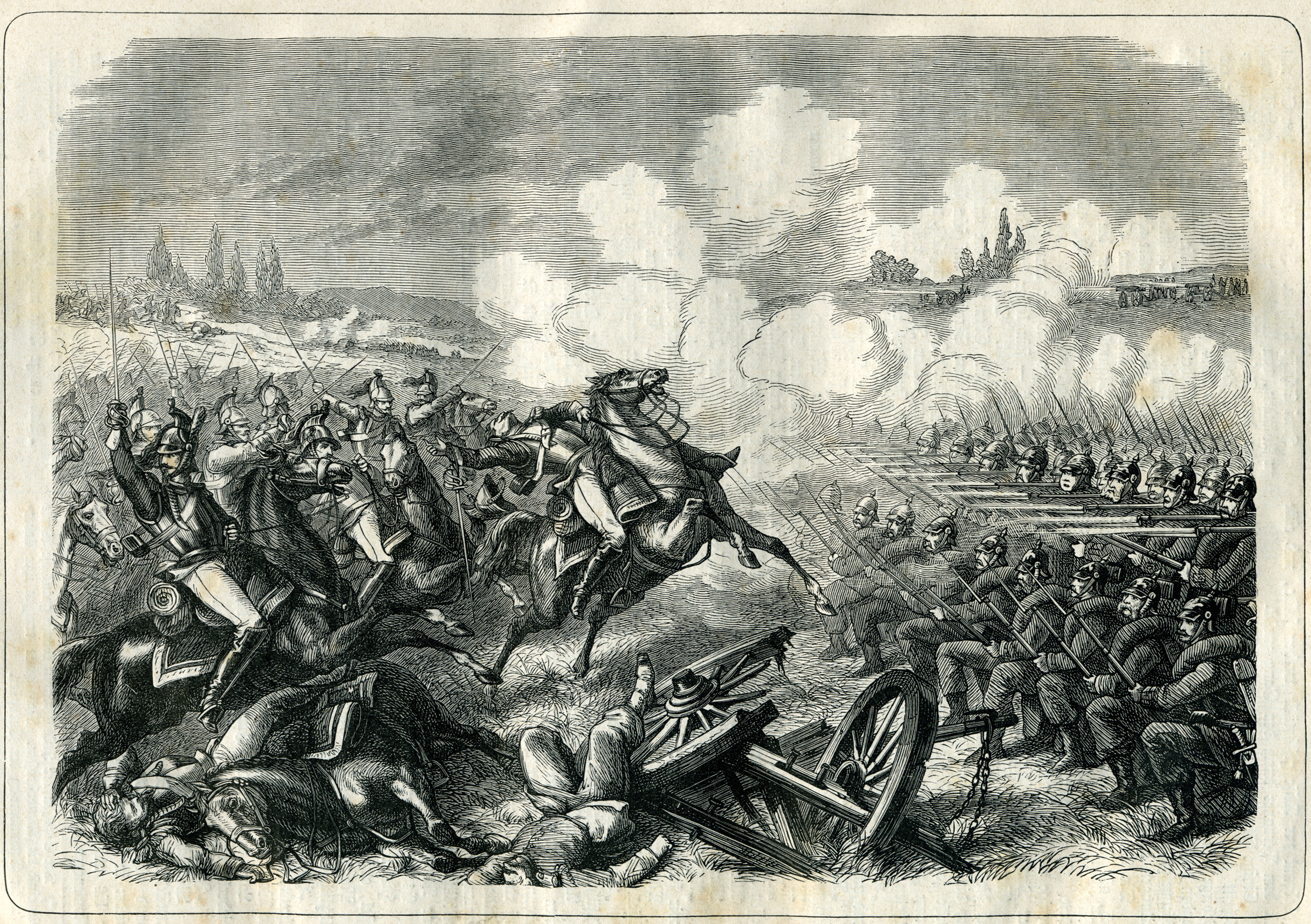
Vernichtung eines französischen Kürassier-Regiments in der Schlacht bei Wörth; Gezeichnet von H. Merte

- 6. August: In der Schlacht bei Wörth besiegt Preußen Frankreich. Bei der Schlacht gibt es über 20.000 Tote und Verwundete auf beiden Seiten. In der Schlacht bei Spichern setzen sich am selben Tag preußische Einheiten unter schweren Verlusten gegen französische Verteidiger durch, die sich am Abend zurückziehen.
- 14. August: Deutsche Truppen siegen in der Schlacht bei Colombey.
- 15. August: Die bis zum 28. September dauernde Belagerung von Straßburg beginnt.
- 16. August: In der Schlacht bei Mars-la-Tour zwingen zwei preußische Korps die französische Rheinarmee zum Rückzug in die Festung Metz.
- 16. August: Die Belagerung von Toul durch deutsche Truppen unter Großherzog Friedrich Franz II. von Mecklenburg beginnt.
- 18. August: In der Schlacht bei Gravelotte gelingt es den Preußen, einen französischen Angriff zurückzuschlagen und Richtung Metz vorzurücken.
- 20. August: Die von Marschall Bazaine zurückgezogene Rheinarmee wird von den Preußen und ihren Verbündeten in der Stadt Metz eingeschlossen, die Belagerung von Metz beginnt. Sie wird sich bis zum 27. Oktober hinziehen.
- 30. August: Auch das Gefecht bei Beaumont endet mit einem preußischen Sieg.
- 31. August/1. September: Die Franzosen unterliegen in der Schlacht bei Noisseville. Die Deutschen beginnen mit dem Kampf um Bazeilles erfolgreich die Schlacht bei Sedan.

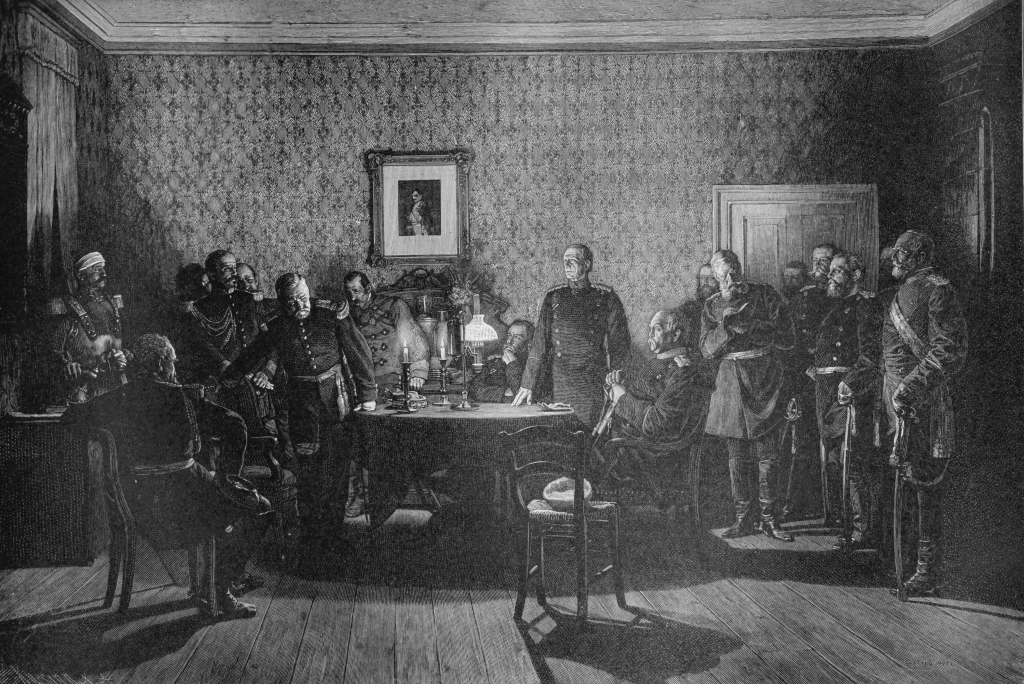
Die deutsch-französischen Kapitulationsverhandlungen am 2. September 1870

- 2. September: Nach der Niederlage in der zweitägigen Schlacht von Sedan kapituliert die französische Armee; Treffen Otto von Bismarcks mit Napoleon III. in Donchery
- 3. September: Napoleon III. wird im Schloss Wilhelmshöhe in Kassel interniert.
- 4. September: Louis Jules Trochu bildet das Kabinett Trochu. Diese „Regierung der Nationalen Verteidigung“ ist die erste Regierung der Dritten Französischen Republik.
- 19. September: Deutsche Truppen siegen im Gefecht bei Sceaux.
- 19. September: Die Belagerung von Paris beginnt.
- 23. September: Im Deutsch-Französischen Krieg geht die Belagerung von Toul zu Ende. Nach einer etwa achtstündigen Kanonade übergeben die französischen Soldaten die von ihnen bis dahin gehaltene Stadt.
- 28. September: Im Deutsch-Französischen Krieg kapituliert die Stadt Straßburg nach mehrwöchigem heftigen Beschuss durch die deutschen Truppen.
- 30. September: Deutsche Truppen siegen auch im Gefecht bei Chevilly.
- 7. Oktober: In der Schlacht bei Bellevue scheitert ein Ausbruchsversuch der bei Metz eingeschlossenen französischen Rheinarmee des Marschalls François-Achille Bazaine an den preußischen Streitkräften.
- 7. Oktober: Innenminister Léon Gambetta verlässt das belagerte Paris in einem Ballon, um seinen Plan zur Befreiung der französischen Hauptstadt umzusetzen, der indessen scheitern sollte.
- 10. Oktober: Im Gefecht bei Artenay setzt sich ein Armeekorps der bayerischen Truppen unter General Ludwig von der Tann-Rathsamhausen durch.
- 13. Oktober: Die Bayern siegen auch im Gefecht bei Châtillon.
- 18. Oktober: In der Schlacht bei Châteaudun setzen sich die Deutschen im Häuserkampf durch und besiegen Truppenteile der französischen Loirearmee.
- 27. Oktober: Die Belagerung von Metz endet mit der Kapitulation der verteidigenden französischen Truppen.
- 28. bis 30. Oktober: Auch in der Schlacht von Le Bourget nördlich von Paris siegen die deutschen Truppen.
- 3. November: Deutsche Truppen schließen die Stadt Belfort ein. Das ist der Auftakt zur Belagerung von Belfort, der letzten kämpfenden Festung in Ostfrankreich.
- 9. November: Die Schlacht bei Coulmiers endet mit einem französischen Sieg.

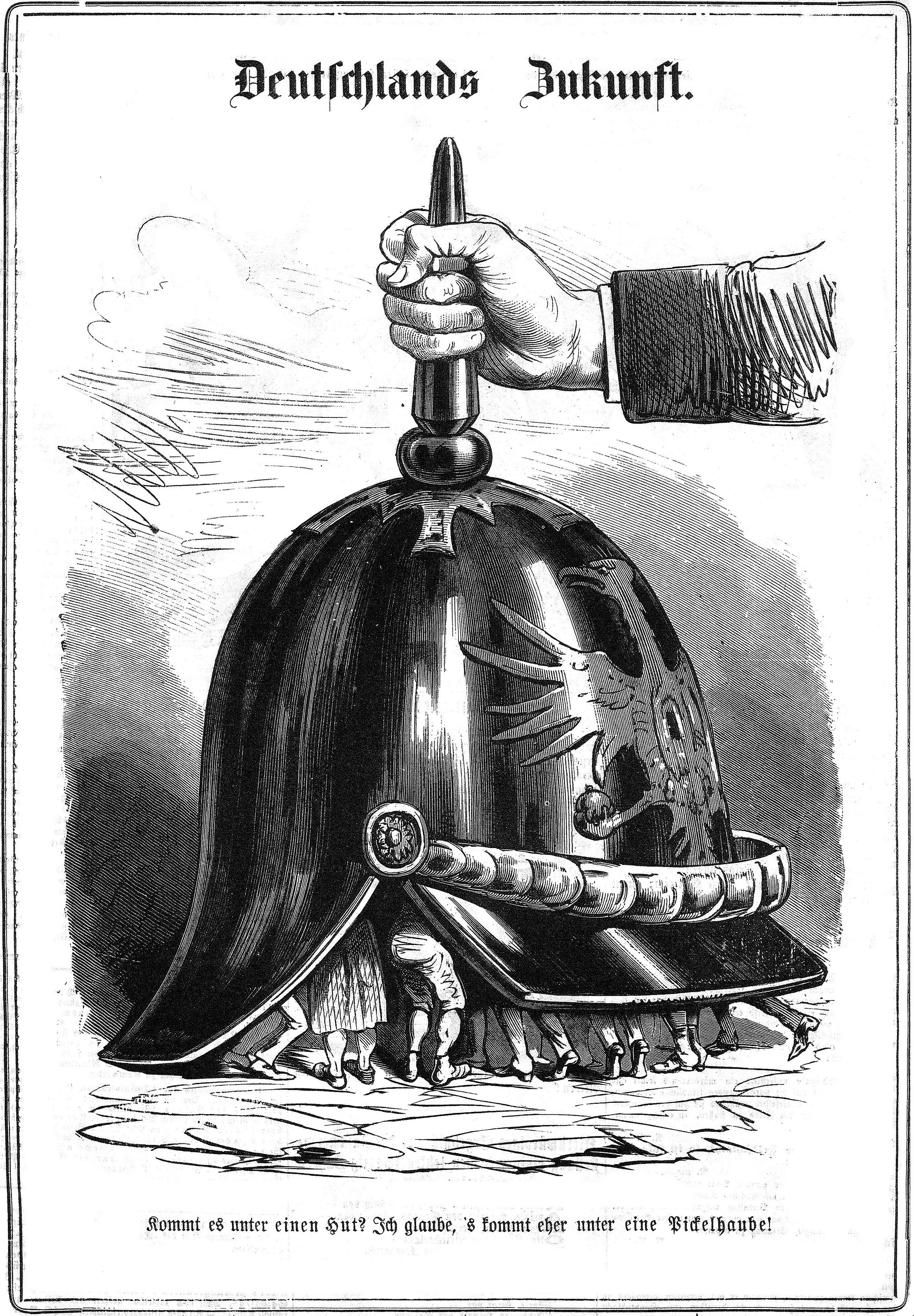
Deutschlands Zukunft, Karikatur im österreichischen Satireblatt „Kikeriki“ zu den Novemberverträgen

- 15. November: Der Norddeutsche Bund schließt mit Baden und dem Großherzogtum Hessen den ersten der Novemberverträge, die die Gründung des Kaiserreichs vorbereiten.
- 23. November: Der Norddeutsche Bund schließt mit Bayern einen weiteren Novembervertrag. Das Königreich handelt sich dabei Reservatrechte aus.
- 25. November: Der Vertrag Norddeutschlands (sowie Badens und Hessens) mit dem Königreich Württemberg ist der dritte und letzte der Novemberverträge.
- 27. November: Otto von Bismarck formuliert für Bayerns König Ludwig II. den Kaiserbrief. Darin fordert er im Namen der deutschen Fürsten Preußens König Wilhelm I. auf, den Kaisertitel anzunehmen.
- 27. November: Im Deutsch-Französischen Krieg kommt es zu einer Schlacht nahe Amiens, bei der sich preußische Truppen gegenüber abziehenden Franzosen durchsetzen. Der Kampf um Beaune-la-Rolande der zahlenmäßig überlegenen französischen Loirearmee geht am folgenden Tag durch die ihr am Abend nachsetzenden Preußen verloren.
- 28. November bis 4. Dezember: Truppen im belagerten Paris unternehmen mehrere Ausfallversuche, die letztlich in der Schlacht bei Villiers von den deutschen Belagerern zurückgeschlagen werden.
- 1. Dezember: Das Gefecht bei Villepion endet mit einem französischen Sieg.
- 2. Dezember: In der Schlacht bei Loigny und Poupry ist eine preußisch-bayerische Armeegruppe gegenüber französischen Einheiten erfolgreich. Der Kampf kostet insgesamt etwa 12.000 Soldaten das Leben.
- 3. Dezember: Prinz Luitpold überbringt Ludwigs Kaiserbrief dem preußischen König.
- 4. Dezember: Die Deutschen siegen in der zweitägigen Schlacht von Orléans.
- 9./10. Dezember: Norddeutscher Reichstag und Bundesrat beschließen, dass das Bundespräsidium zusätzlich den Titel Deutscher Kaiser führen soll.
- 10. Dezember: Im Deutsch-Französischen Krieg endet die seit zwei Tagen andauernde Schlacht bei Beaugency. Wegen der Gefahr, eingeschlossen zu werden, zieht sich die französische Loirearmee unter dem Befehl von General Antoine Chanzy in Richtung Le Mans zurück.
- 18. Dezember: Gegenüber einer Deputation des Reichstags akzeptiert König Wilhelm in Versailles den Kaisertitel.
- 18. Dezember: Das Gefecht bei Nuits endet mit einem deutschen Sieg.
- 23./24. Dezember: In der Schlacht an der Hallue kommt es zu einem preußischen Sieg. Die etwa doppelt so starken französischen Truppeneinheiten ziehen sich nach den am Vortag begonnenen verlustreichen Kämpfen mit den preußischen Angreifern zurück.

#### Risorgimento in Italien
- 20. September: Italienische Truppen besetzen Rom, die Hauptstadt des Kirchenstaates. Papst Pius IX. betrachtet sich im Vatikan als „Gefangener“.
- 2. Oktober: Die Bewohner des Kirchenstaates haben der Vereinigung mit dem Königreich Italien zugestimmt; Unabhängigkeit Italiens; Rom wird an Stelle von Florenz Hauptstadt.
- 6. Oktober: Ein königliches Dekret von Viktor Emanuel II. proklamiert die Vereinigung des Kirchenstaats mit Italien. Das Risorgimento endet mit diesem Zusammenschluss, doch die Römische Frage schwelt weiter.

#### Spanien
- Februar: Die spanische Regierung unter Juan Prim bietet dem deutschen Fürsten Leopold von Hohenzollern die spanische Krone an.
- 12. März: Antoine d’Orléans, duc de Montpensier, der sich Hoffnungen auf den spanischen Thron macht, tötet in einem Duell den Infanten Heinrich von Bourbon, den Bruder von Spaniens ehemaligem Titularkönig Francisco.
- 19. Juni: Leopold von Hohenzollern stimmt einer Kandidatur für den spanischen Thron zu.
- 25. Juni: Die vor zwei Jahren nach Frankreich geflohene spanische Königin Isabella verzichtet zu Gunsten ihres ebenfalls im Pariser Exil befindlichen Sohnes Alfons XII. auf den Thron.
- 12. Juli: Aufgrund der Reaktion Frankreichs, das mit Krieg droht, zieht Karl Anton von Hohenzollern stellvertretend für seinen Sohn Leopold dessen Kandidatur zurück.
- 16. November: Aus mehreren Kandidaten wird Amadeus von Savoyen vom Parlament zum König gewählt. Bis zum Ende des Jahres führt Francisco Serrano Domínguez die Regentschaft während des Sexenio Revolucionario fort.
- 27. Dezember: Auf den spanischen Ministerpräsidenten Juan Prim wird von mehreren Männern das Feuer eröffnet, die nach einer Parlamentssitzung seine Kutsche anhalten. Prim stirbt drei Tage später an den Verletzungen. Sein Nachfolger wird Juan Bautista Topete.

#### Österreich-Ungarn

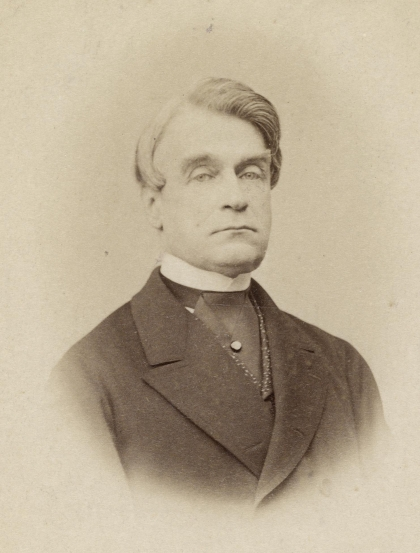
Ignaz Freiherr von Plener

- 15. Januar: Der cisleithanische Ministerpräsident Eduard Taaffe wird auf eigenen Wunsch seines Amtes enthoben, nachdem er in seinem Kabinett mit seiner Absicht, den Forderungen der nichtdeutschen Nationalitäten besser zu entsprechen, in der Minderheit geblieben ist. Sein Nachfolger im sogenannten Bürgerministerium wird übergangsweise Ignaz von Plener.
- 1. Februar: Der Zentralist Leopold Hasner von Artha wird Ministerpräsident Cisleithaniens. Er reicht bereits am 4. April seinen Rücktritt ein, nachdem der Kaiser seinen Vorschlag, unkooperative Landtage aufzulösen, abgelehnt hat. Seine Enthebung erfolgt am 12. April. Damit endet das sogenannte Bürgerministerium.
- 7. April: Die österreichische Regierung hebt das sogenannte Koalitionsverbot aus dem Jahr 1864 auf. Damit werden Gewerkschaften in Österreich-Ungarn zugelassen. Die Staatsmacht versucht trotz allem weiterhin mit allen Mitteln, die Gewerkschaften zu bekämpfen und ihren Einfluss niedrig zu halten.

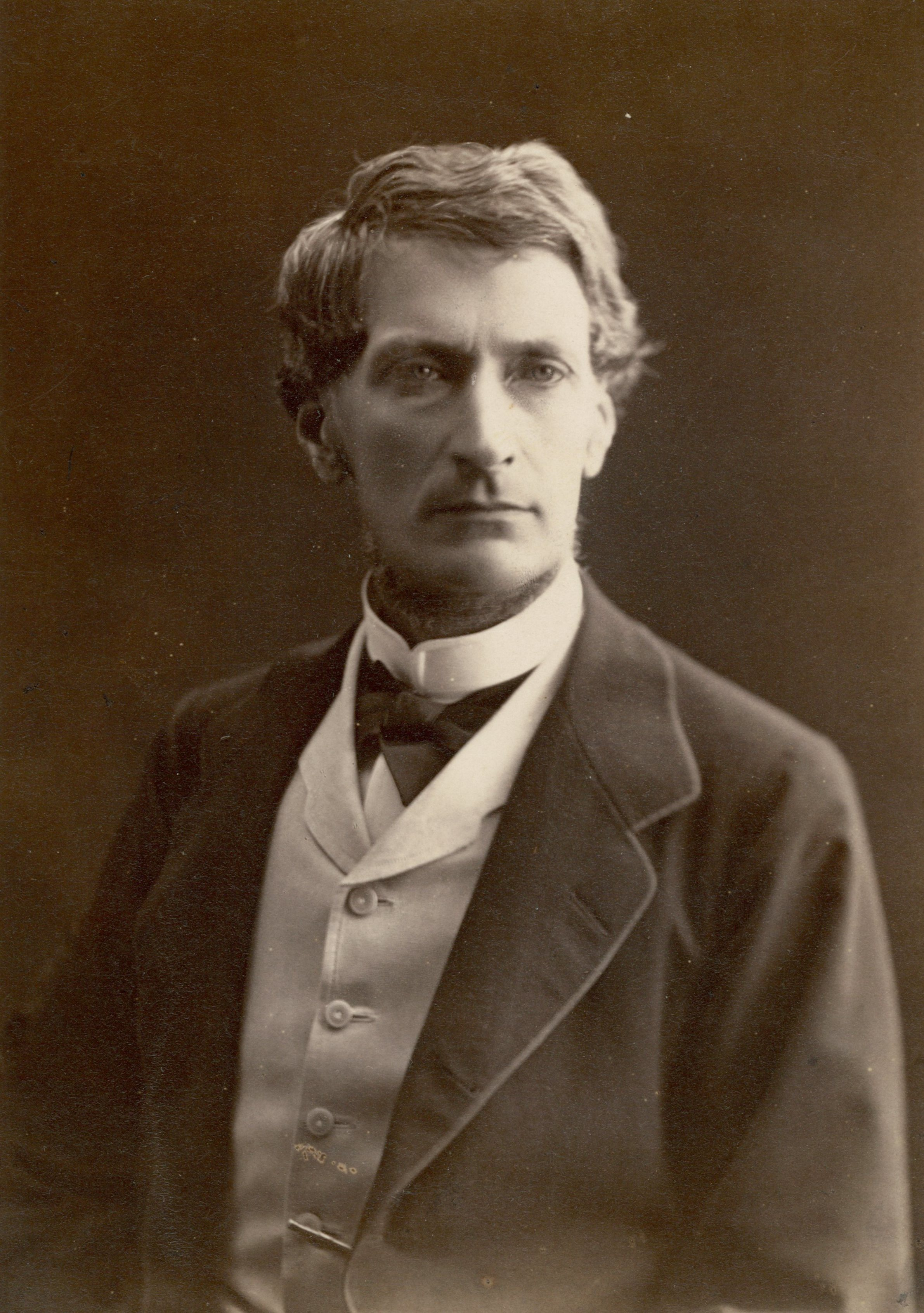
Alfred Józef Potocki

- 12. April: Alfred Józef Potocki wird zum Ministerpräsidenten ernannt. Er versucht vergeblich, einen föderalistischen Ausgleich in Cisleithanien zu erreichen.
- 4. Juli: Im beginnenden Wiener Hochverratsprozess stehen vierzehn Verantwortliche vor Gericht, die im Vorjahr eine von etwa 20.000 Menschen besuchte Kundgebung für politische und gewerkschaftliche Rechte der Arbeiterschaft organisiert haben. Unter den Angeklagten finden sich unter anderen Heinrich Oberwinder, Johann Most und Andreas Scheu.
- 19. Juli: Im Wiener Hochverratsprozess gegen die verantwortlichen Organisatoren einer Kundgebung für politische und gewerkschaftliche Rechte der Arbeiterschaft werden die Urteile gefällt: Trotz fehlender Beweise werden die Organisatoren zu Kerkerstrafen bis zu sechs Jahren verurteilt. Nach diesem Prozess lösen die Behörden die meisten Arbeiterbildungsvereine auf. Die Schließungen lösen neue Proteste und mehrtägige Krawalle aus, was die Regierung zu einem neuen Koalitionsgesetz veranlasst. In der Folgezeit werden die Verurteilten allerdings amnestiert.

#### Weitere Ereignisse in Europa
- 1. Januar: Jakob Dubs wird zum dritten Mal Schweizer Bundespräsident.
- In den Niederlanden wird die Todesstrafe für den zivilen Bereich abgeschafft.

#### Afrika
- 24. September: Das Décret Crémieux gewährt den Juden in der französischen Kolonie Algerien die französische Staatsbürgerschaft.
- 7. Oktober: Da der verstorbene Madschid bin Said nur eine Tochter hinterlässt, folgt ihm sein Bruder Barghasch ibn Said als Sultan des Sansibar-Archipels. Unter seiner Herrschaft wird die Stadt Sansibar ausgebaut und unter britischem Einfluss die Abkehr vom lukrativen ostafrikanischen Sklavenhandel vollzogen.

#### Tripel-Allianz-Krieg in Südamerika

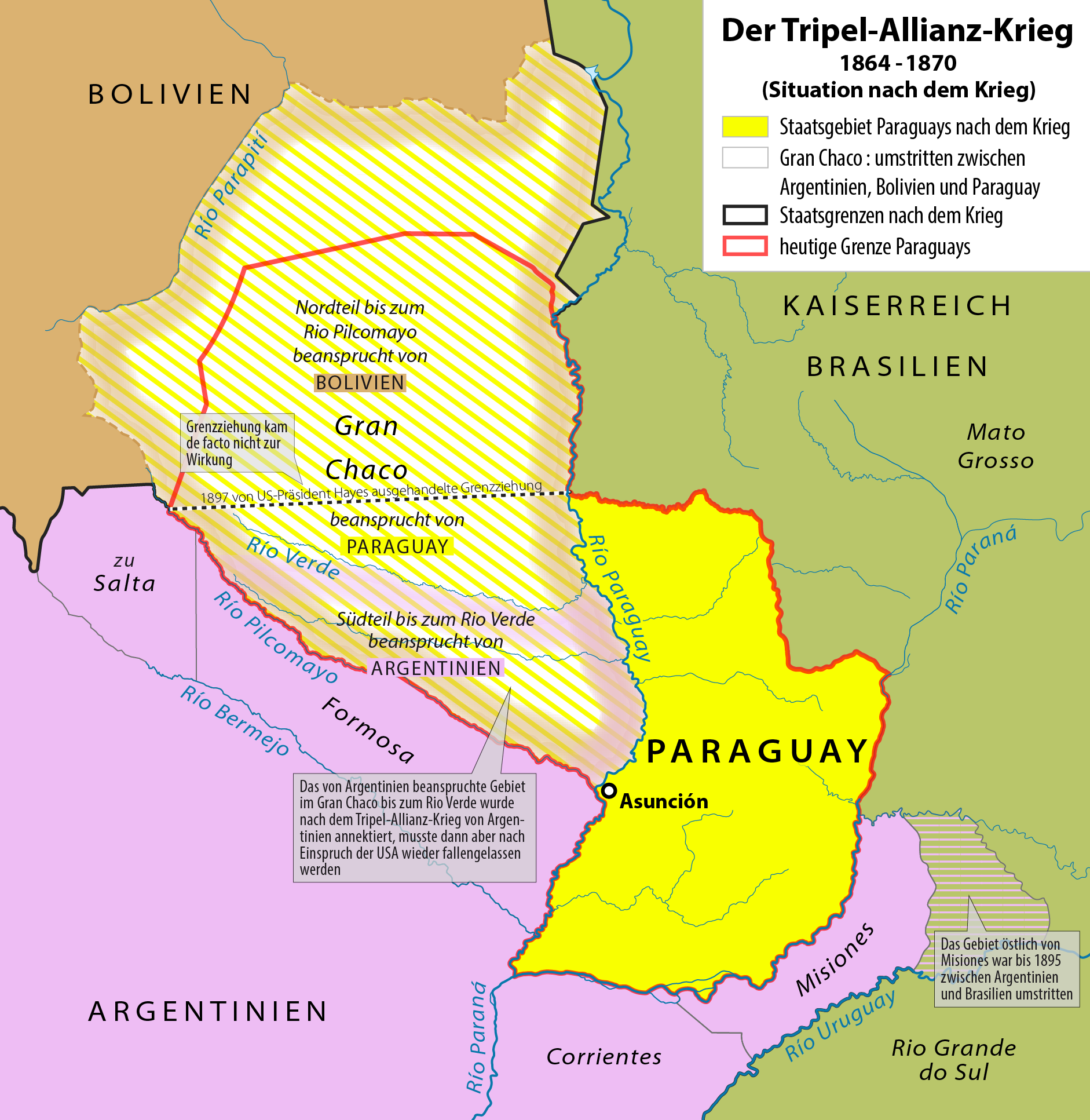
Die Situation nach dem Krieg

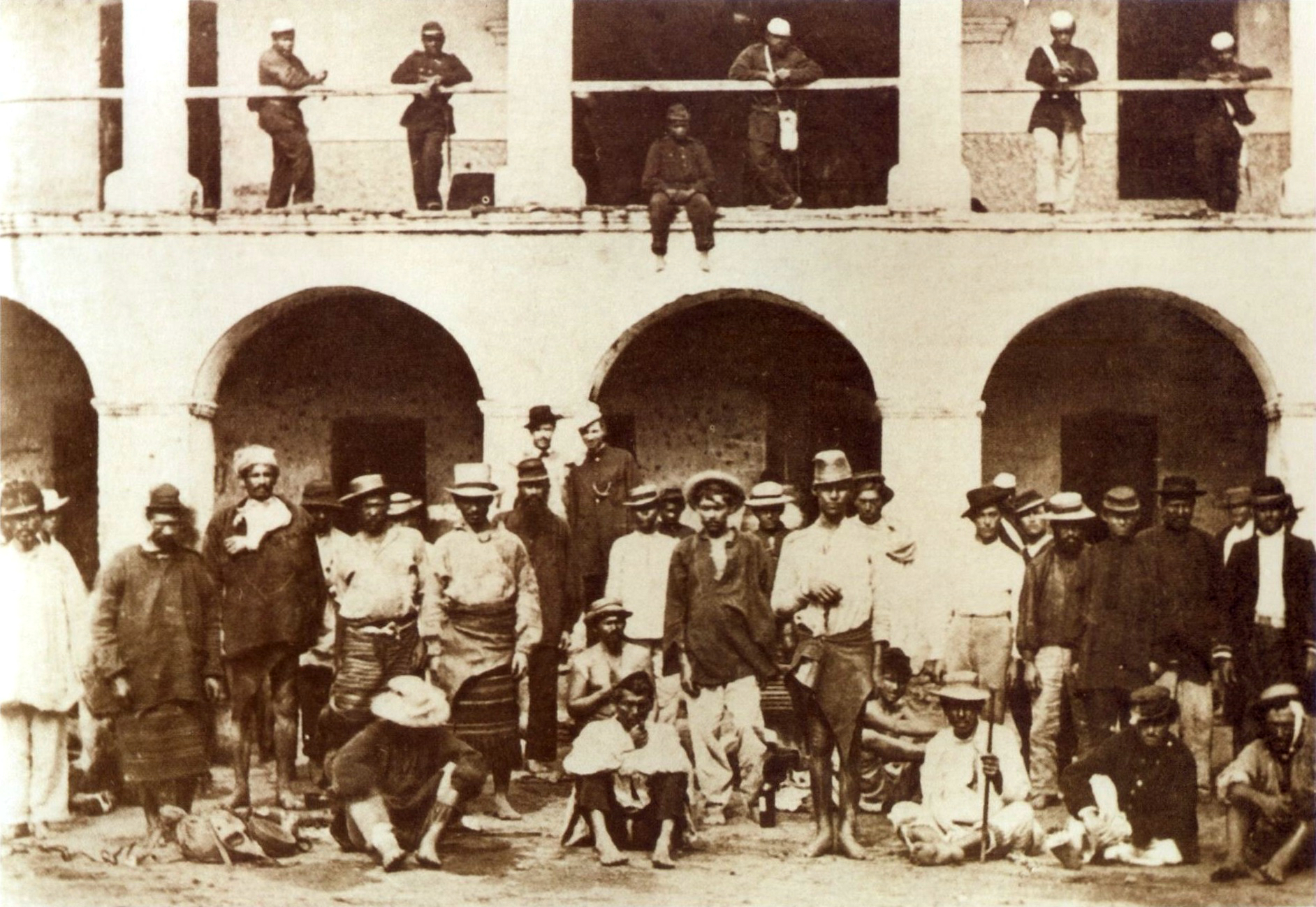
Paraguayische Kriegsgefangene

Mit dem Tod des paraguayischen Diktators Francisco Solano López, der sich von alliierten Soldaten nicht gefangen nehmen lassen will, enden am 1. März nach mehr als fünf Jahren die Kampfhandlungen im lateinamerikanischen Tripel-Allianz-Krieg.
Im Friedensvertrag vom 20. Juni muss Paraguay rund 144.000 km², etwa 50 Prozent seines Staatsgebiets, an Brasilien und Argentinien abtreten. Argentinien eignet sich die zuvor paraguayisch besetzte Misiones-Region wieder und einen Teil der Chaco-Region zwischen den Flüssen Bermejo und Pilcomayo an. Brasilien schlägt die gewonnenen Gebiete seiner Provinz Mato Grosso zu.
Der Krieg Paraguays gegen die Tripelallianz war – gemessen an den Opfern Paraguays im Verhältnis zu dessen Gesamtbevölkerung – einer der verlustreichsten Kriege der Weltgeschichte. Schätzungen zufolge wurde die Bevölkerung Paraguays im Verlauf des Krieges von etwas mehr als 500.000 auf rund 221.000 reduziert. Angaben der Vorkriegsbevölkerung sind aber strittig. Paraguay, das vor dem Krieg einer der wirtschaftlich fortschrittlichsten und mächtigsten Staaten der Region war, kann diesen Status nie wieder erreichen.

#### Vereinigte Staaten von Amerika
- 26. Januar: Virginia wird im Zuge der Reconstruction wieder als Bundesstaat in die Vereinigten Staaten aufgenommen.

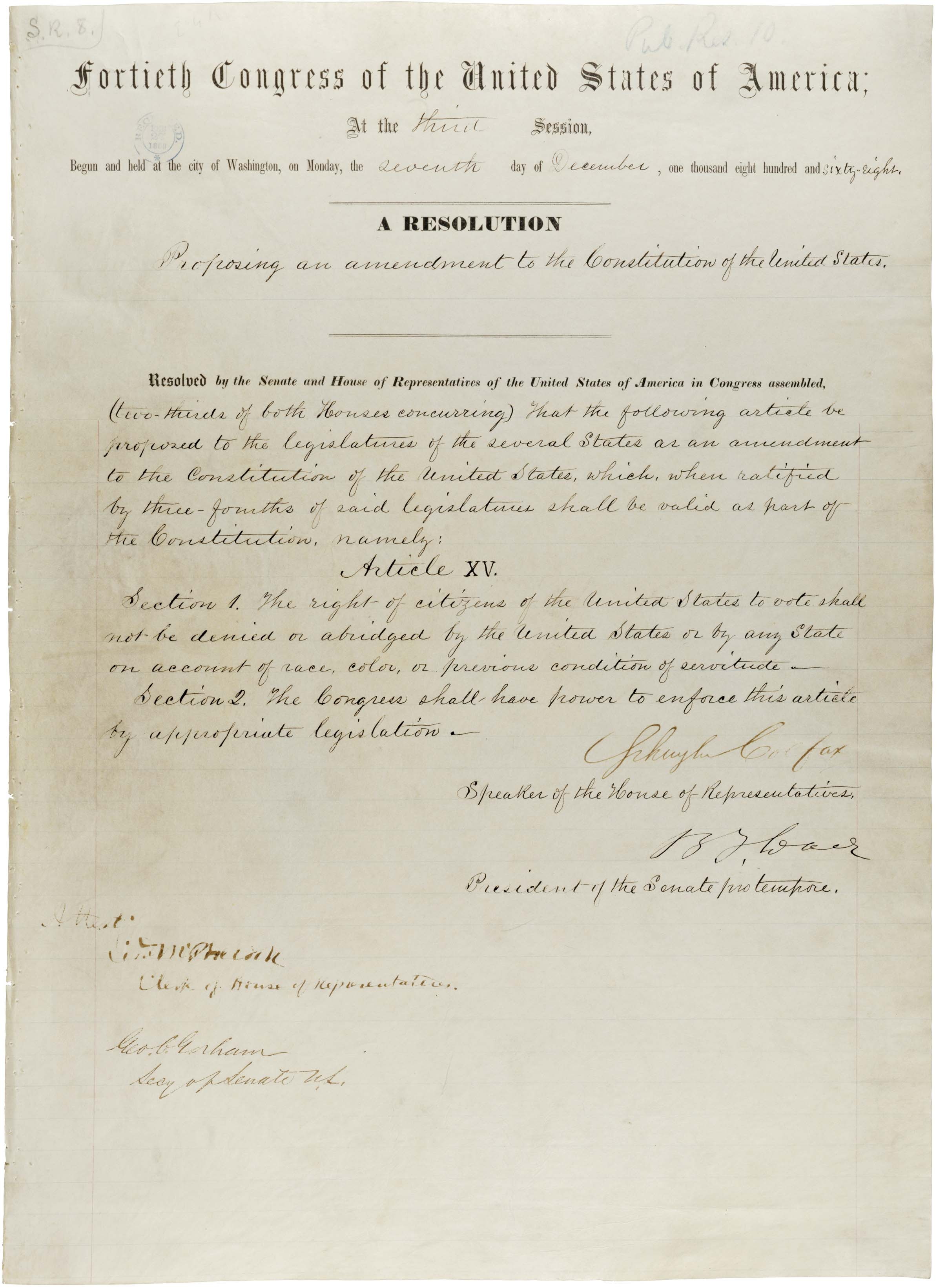
15. Zusatzartikel zur Verfassung der Vereinigten Staaten

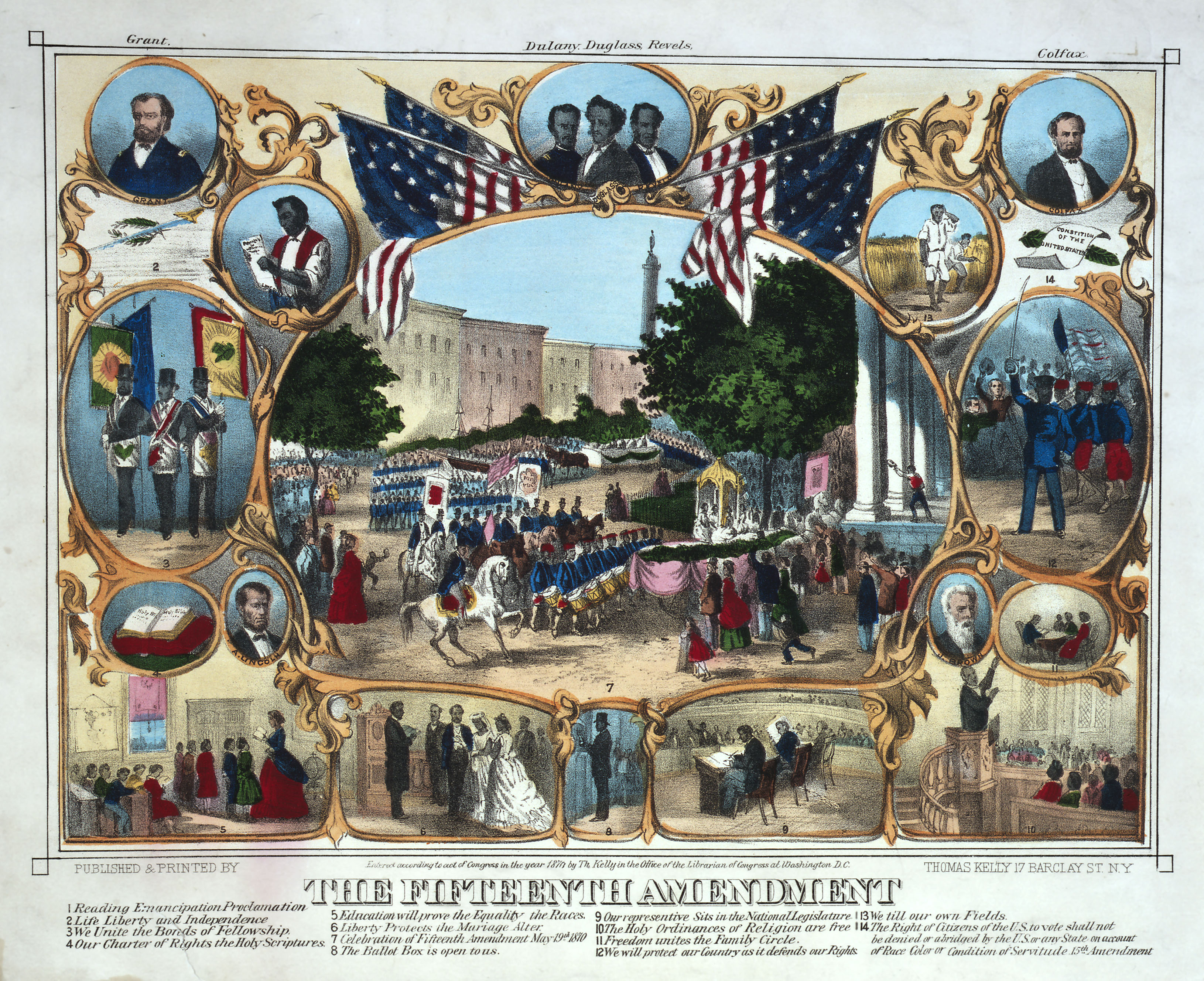
The Fifteenth Amendment, Plakat von 1870, welches das Passieren des 15. Amendments und die daraus resultierenden Vorteile der Farbigen feiert

- 3. Februar: Der 15. Zusatzartikel zur Verfassung der Vereinigten Staaten wird ratifiziert, der ehemaligen Sklaven das Stimmrecht gewährt. Um die Schwarzen dennoch an der Wahlteilnahme zu hindern, führen einige Südstaaten in der Folge sogenannte poll taxes (Wahlsteuern) ein; eine Abgabe, welche ein Wähler bezahlen muss, um das Wahlrecht zu erhalten. Eine sogenannte grandfather clause (Großvaterklausel) nimmt solche Wähler von der Steuer aus, deren Väter und Großväter bereits im Bundesstaat wahlberechtigt waren.
- 23. Februar: Mississippi wird wieder in die Union aufgenommen.
- 30. März: Texas wird wieder in die Union aufgenommen.
- 15. Juli: Georgia wird als letzter der ehemaligen Konföderierten Staaten von Amerika wieder in die Union aufgenommen.

#### Kanada
- 15. Juli: Mit dem Inkrafttreten des am 12. Mai beschlossenen Manitoba Acts wird die bisherige Red-River-Kolonie in Folge der Red-River-Rebellion unter dem Namen Manitoba kanadische Provinz. Die Nordwest-Territorien und Ruperts Land werden gleichzeitig Teil der Canadian Dominion.

### Wirtschaft

#### Unternehmensgründungen

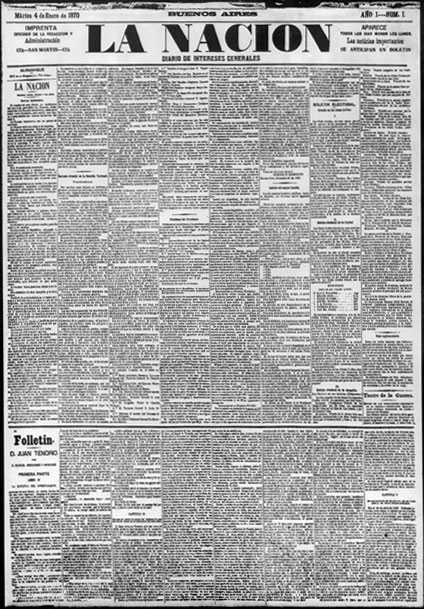
Titelblatt vom 4. Januar 1870

- 4. Januar: Der frühere argentinische Präsident Bartolomé Mitre gründet mit mehreren anderen Personen die Tageszeitung La Nación in Buenos Aires.
- 10. Januar: John D. Rockefeller reorganisiert als Mitinhaber eine Raffineriefirma und nennt das Unternehmen Standard Oil Company.
- 22. Januar: Die Gründungsversammlung der Deutsche Bank AG als Aktiengesellschaft findet in Berlin statt.
- 26. Februar: Die Commerzbank AG wird in Hamburg gegründet.
- 10. März: Die Deutsche Bank AG wird in Berlin gegründet. Sie nimmt am 9. April ihren Betrieb auf.
- 19. April: Emil Pfeifer, sein Sohn Valentin Pfeifer und Eugen Langen gründen in Köln das Zuckerherstellungsunternehmen Pfeifer & Langen.
- 15. Juni: In Mannheim findet die erste Generalversammlung der in Gründung befindlichen Rheinischen Creditbank statt.
- Braumeister Eberhard Anheuser aus Bad Kreuznach und sein Schwiegersohn Adolphus Busch aus Mainz-Kastel gründen das Unternehmen Anheuser-Busch in St. Louis.

#### Sonstige Wirtschaftsereignisse
- 25. März: Das Großherzogtum Baden erteilt der Badischen Bank eine Konzession als Privatnotenbank.
- 25. Juni: Der erste Verkaufstag der „Korrespondenzkarten“ bringt in Berlin einen Absatz von 45.000 Stück dieser neuen Postkarten.
- 23. September: Die Pariser Ballonpost, ein entscheidender Punkt in der Geschichte der Flugpost, wird gestartet, um Nachrichten aus dem belagerte Paris nach außen zu senden. Bis zum 22. Januar 1871 werden ca. 2,5 Millionen Briefe und Postkarten im Gesamtgewicht von etwa 10.000 kg, 363 Brieftauben, 238 Passagiere und sogar sechs Hunde mittels Ballonpost befördert.
- 9. Oktober: Die ersten per Taubenpost versandten Mitteilungen erreichen Paris.
- 20. Dezember: Die Innkreisbahn nimmt auf der Strecke von Neumarkt-Kallham nach Braunau am Inn den Betrieb auf.
- 20. Dezember: Am westlichsten Punkt des US-Bundesstaates Oregon wird an der Pazifikküste der Leuchtturm Cape Blanco Lighthouse in Betrieb genommen.
- Die Kalkofenanlagen Walheim/Kornelimünster erhalten ihren ersten Brennofen.
- um 1870: In den Schlachthöfen von Cincinnati werden Fließbänder eingesetzt.
- Um 1870 beginnt die Hochindustrialisierung in Deutschland.

### Wissenschaft und Technik

#### Expeditionen
- 19. März: Der Afrikaforscher Georg Schweinfurth entdeckt den Uelle, der später als Ubangi ein großer Nebenfluss des Kongo wird.
- 11. September: Die Zweite Deutsche Nordpolar-Expedition kehrt nach Bremerhaven zurück.

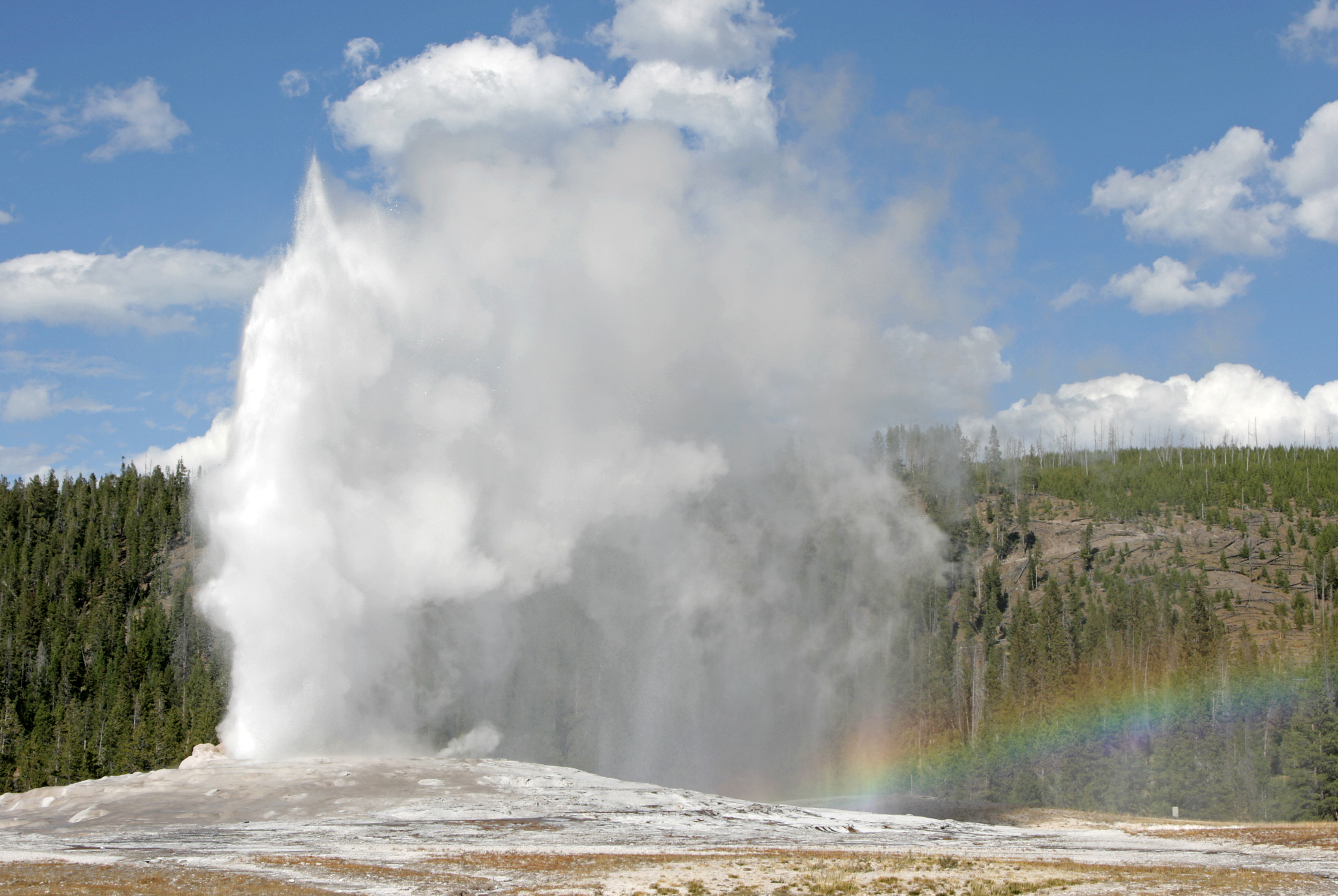
Old Faithful

- 18. September: Bei der Washburn-Langford-Doane-Expedition in das Gebiet des heutigen Yellowstone-Nationalparks in den Vereinigten Staaten sehen die ersten Weißen einen hier regelmäßig ausbrechenden Geysir. Von Henry Dana Washburn erhält er den Namen Old Faithful.

#### Verkehr
- 3. Januar: Der Bau der von John Augustus Roebling geplanten Brooklyn Bridge zwischen Manhattan und Brooklyn in New York City beginnt mit den Vorbereitungen für die Fundamente der Türme und der Anker. Roeblings Sohn Washington Augustus hat nach dem Tod seines Vaters im Vorjahr die Leitung des Projekts übernommen. Die Brücke über den East River ist als kombinierte Hänge- und Schrägseilbrücke geplant und ist eine der ältesten Hängebrücken dieser Bauart in den USA. Die bis zu 23 m tiefen Baugruben für die Fundamente der Türme und der Anker werden mit Hilfe von Senkkästen ausgehoben, ein in den USA erstmals eingesetztes Verfahren, das noch nicht voll beherrscht wird und dessen medizinische Probleme überhaupt noch nicht verstanden werden. Während der fünf Jahre dauernden Tiefbauarbeiten kommt es immer wieder zu Unfällen und Fällen der Dekompressionskrankheit.
- 2. März: Die Budavári Sikló in Budapest, die älteste noch heute auf originaler Trasse und Gleisen fahrende Standseilbahn Europas wird eröffnet.
- 12. April: Der erste Telegrammwechsel über die Indo-Europäische Telegrafenlinie findet zwischen London und Kalkutta statt.

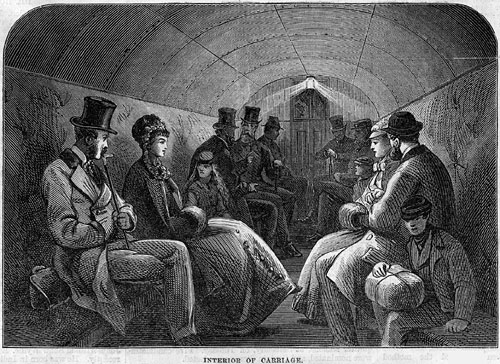
Innenraum des Wagens der Tower Subway im Jahr 1870

- Die von James Henry Greathead auf Anregung von Peter William Barlow errichtete Tower Subway, ein Tunnel unter der Themse im Stadtzentrum von London in unmittelbarer Nähe zum Tower of London, wird nach zehn Monaten fertiggestellt und am 2. August eröffnet. Weil der eingleisige Tunnel sich nicht gewinnbringend betreiben lässt, wird am 7. Dezember der Wagenbetrieb eingestellt. Der Tunnel erhält eine Beleuchtung und wird noch am 24. Dezember als Fußgängerverbindung freigegeben.
- 25. Dezember: Beim Bau des Mont-Cenis-Tunnels erfolgt der Durchstich.

#### Sonstiges
- Beginn der Ausgrabungen von Troja durch Heinrich Schliemann
- Erste Fahrversuche mit einem primitiven benzinbetriebenen Fahrzeug durch Siegfried Marcus
- Erstmals gelingt die vollsynthetische Herstellung von Indigo aus Isatin durch den deutschen Chemiker Adolf von Baeyer

### Kultur

#### Architektur und Bildende Kunst
- 5. Januar: Georges-Eugène Haussmann, seit 1853 als Präfekt für die grundlegende städtebauliche Umgestaltung von Paris verantwortlich, wird seiner Pflichten entbunden.
- 4. April: Der gerade erst in Bau befindliche Golden Gate Park in San Francisco, heute einer der größten innerstädtischen Parks der Welt, wird offiziell eröffnet.
- 13. April: Das Metropolitan Museum of Art in New York City wird gegründet.
- 31. Juli: Der Maler Adolph von Menzel wird Zeuge, wie eine Menschenmenge auf der Berliner Prachtstraße Unter den Linden zu Beginn des Deutsch-Französischen Krieges dem preußischen König zujubelt – und hält die Szene kurz darauf auf einem heute sehr bekannten Ölgemälde fest.

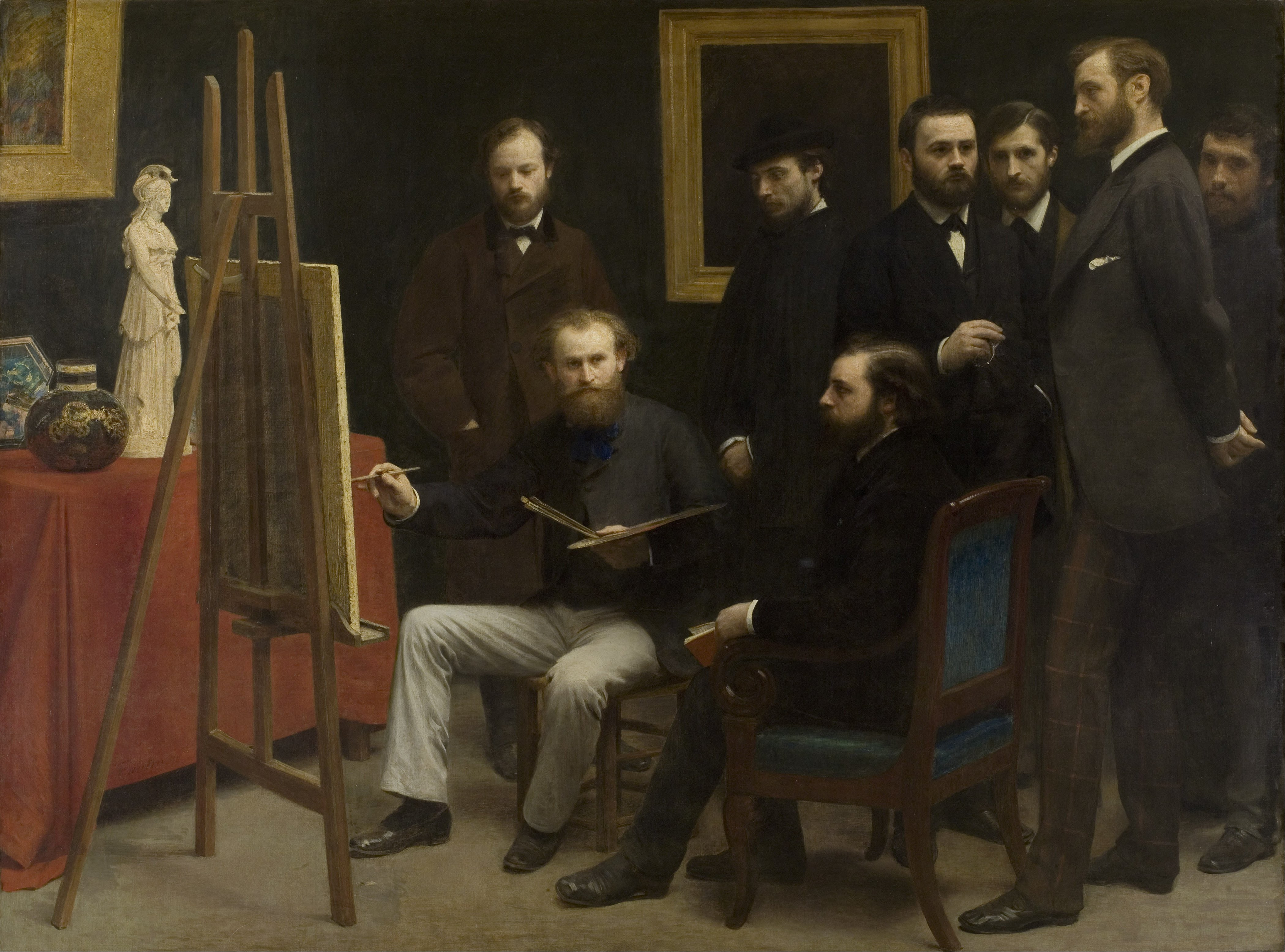
Henri Fantin-Latour, Un atelier aux Batignolles

- Henri Fantin-Latour malt Un atelier aux Batignolles.
- Edouard Manet malt das Landschaftsbild Effet de neige à Petit-Montrouge.

#### Musik, Tanz und Theater

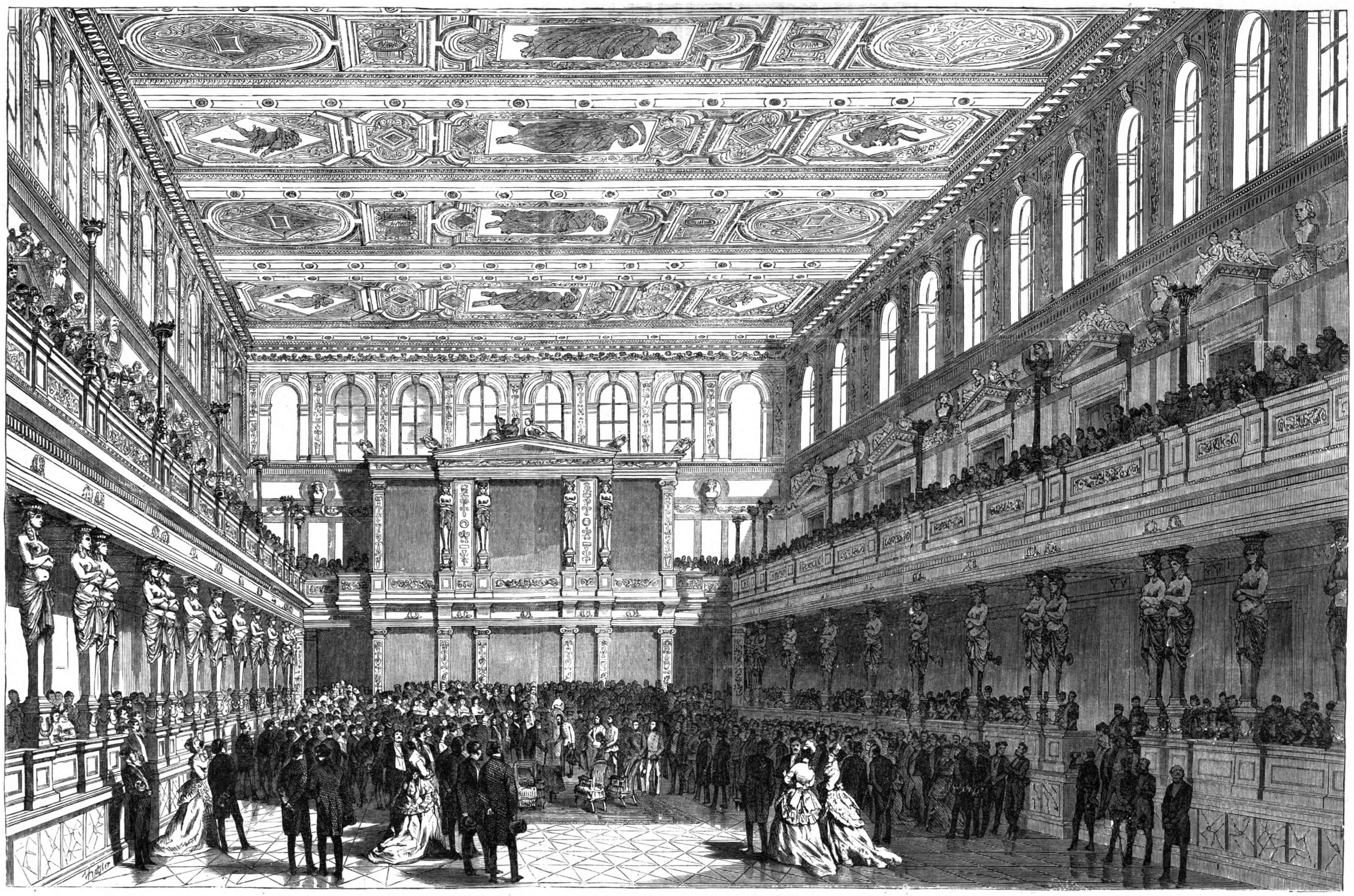
Musikvereinsgebäude Wien, Schlusssteinlegung am 1. März, Zeichnung von Vinzenz Katzler

- 6. Januar: Das von Theophil von Hansen erbaute Wiener Musikvereinsgebäude wird mit einem feierlichen Konzert eröffnet. Die Akustik des Großen Saals wird von der Kritik einheitlich gelobt.
- 16. März: Die Fantasie-Ouvertüre Romeo und Julia von Pjotr Iljitsch Tschaikowski hat in Moskau unter dem Dirigenten Nikolai Grigorjewitsch Rubinstein ihre Uraufführung.
- 25. Mai: Das Ballett Coppélia ou La Fille aux yeux d'émail von Léo Delibes nach einem Libretto von Charles Nuitter und Arthur Saint-Léon wird mit triumphalem Erfolg an der Pariser Oper uraufgeführt. Die Handlung basiert auf E. T. A. Hoffmanns Erzählung Der Sandmann. Eugenie Fiocre tanzt die Rolle des Franz.
- 26. Juni: Die Oper Die Walküre von Richard Wagner, der zweite Teil der Tetralogie Der Ring des Nibelungen, wird am Königlichen Hof- und Nationaltheater München unter der Leitung von Franz Wüllner uraufgeführt.
- Mit dem Volksstück Der Pfarrer von Kirchfeld, das am 5. November am Theater an der Wien unter dem Pseudonym Ludwig Gruber uraufgeführt wird, gelingt Ludwig Anzengruber der Durchbruch als Dramatiker.
- Um 1870 kommt in den USA der Boston auf, ein Langsamer Walzer im Gegensatz zum Wiener Walzer.

### Religion
- 26. Februar: In einer Vorlesung in London definiert der Religionswissenschaftler Friedrich Max Müller aus europäischer Sicht acht Glaubensgemeinschaften als Buchreligionen.
- 24. April: Das seit dem Vorjahr tagende Erste Vatikanische Konzil verabschiedet die Constitutio dogmatica Dei Filius. Sie dient der Verteidigung des katholischen Glaubens gegen „Irrtümer der Zeit“ und definiert auch das Verhältnis von Glaube zu Naturwissenschaften für die Katholiken. Sie  steht in der Tradition des Syllabus errorum und der Enzyklika Quanta Cura Pius IX. von 1864.

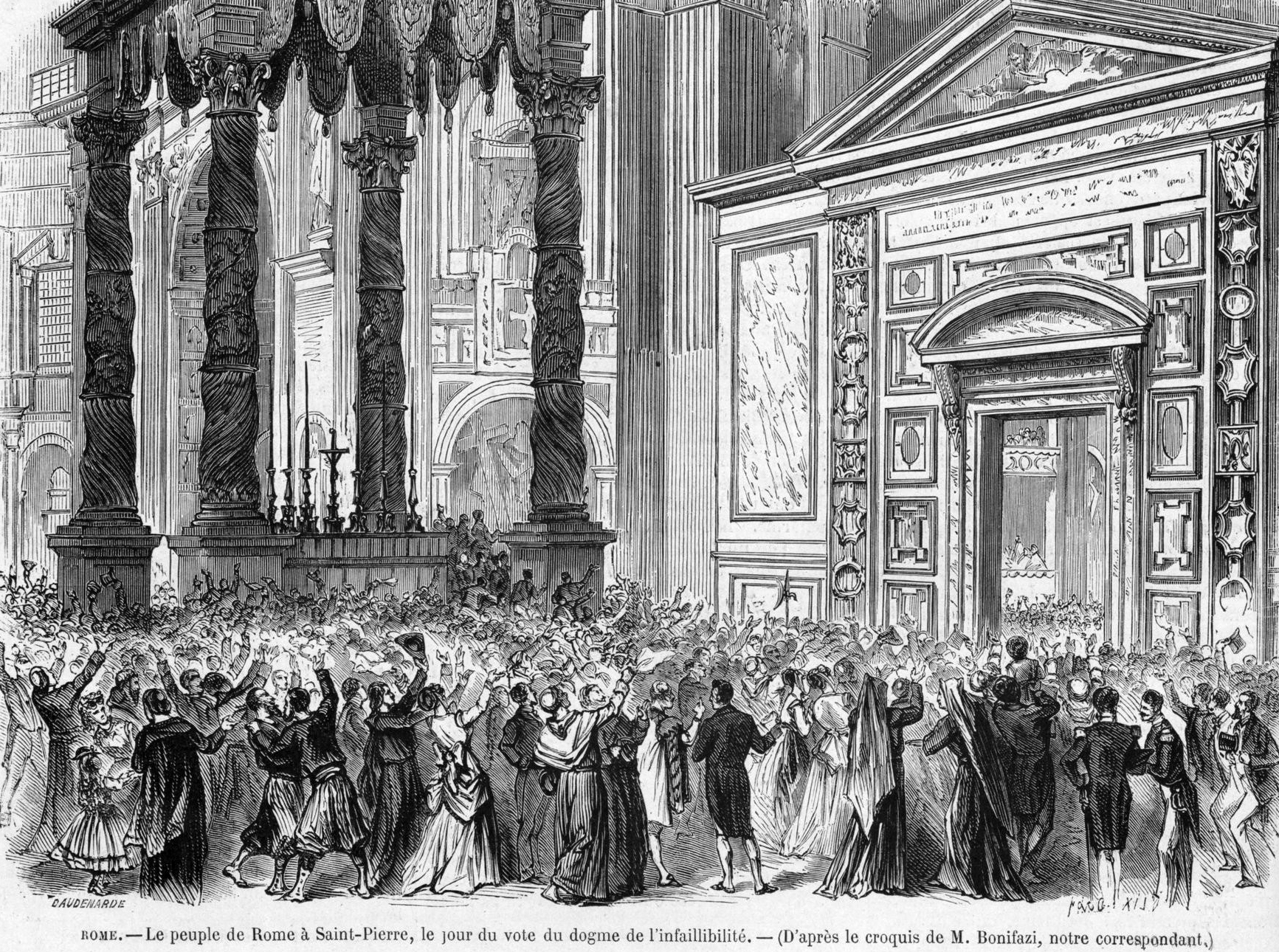
Verkündung der Unfehlbarkeit, zeitgenössische Darstellung

- 18. Juli: Das Erste Vatikanische Konzil verabschiedet die zweite dogmatische Konstitution Pastor Aeternus, worin die Dogmen des päpstlichen Jurisdiktionsprimats sowie der päpstlichen Unfehlbarkeit in Glaubens- und Sittenfragen festgeschrieben werden. Die beiden Dogmen führen vielerorts zu ablehnenden Reaktionen bis hin zu Kirchenabspaltungen. Unter anderem kündigt die österreichische Regierung unter Alfred Józef Potocki noch im selben Jahr das Konkordat mit dem Heiligen Stuhl auf. Nach der Sitzung erteilt der Papst einen Urlaub bis 11. November. Das Konzil wird nicht wieder aufgenommen und am 20. Oktober auf unbestimmte Zeit vertagt.
- 1. November: Papst Pius IX. protestiert in der Enzyklika Respicientes gegen die Einnahme Roms durch italienische Truppen und verhängt über Urheber und Teilnehmer die sofortige Exkommunikation.
- um 1870: Der Krisenkult des Geistertanzes verbreitet sich unter mehreren indianischen Völkern des nordamerikanischen Westens.

### Katastrophen
- 28. Januar: Nach dem Ablegen in Halifax verschwindet der britische Passagierdampfer City of Boston der Inman Line mit 191 Menschen an Bord spurlos auf dem Nordatlantik.
- 5. Juni: Im Stadtteil Pera wütet in Konstantinopel ein großer Brand, dem mindestens 3.000 Häuser sowie etwa 1.300 Bewohner zum Opfer fallen.
- 7. Juni: Ein Erdbeben im mexikanischen Bundesstaat Oaxaca kostet 110 Menschenleben.[1]
- 6. September: Auf seiner Jungfernfahrt sinkt das britische Panzerschiff HMS Captain vor der spanischen Küste in einem Orkan und reißt 474 Menschen in den Tod. Nur 18 Mann der Besatzung überleben.
- 19. Oktober: Der britische Passagierdampfer Cambria prallt im Sturm vor der irischen Küste auf das schroffe Felsenufer der Insel Inishtrahull und sinkt. Nur einer der 180 Menschen an Bord überlebt.
- 26. Oktober: Ein Orkan über Nordbaden hebt das Bahnsteigdach des Mannheimer Hauptbahnhofs, unterbricht sämtliche Telegrafenleitungen, versenkt fünf Schiffe im Neckar und zerstört beinahe einen Omnibus. Weitere Schäden entstehen in Baden-Baden, wo die Bahnsteighalle vollständig zertrümmert wird, sowie in Karlsruhe, Pforzheim und Umgebung.[2]

Kleinere Unglücksfälle sind in den Unterartikeln von Katastrophe und in der Liste von Katastrophen aufgeführt.

### Sport
- 22. Juni: Der Pickwick Bicycle Club wird von sechs Hochradfahrern in London gegründet. Der Name Pickwick bezieht sich auf einen Roman des kurz zuvor verstorbenen Charles Dickens.
- 8. August: Der nach der Yacht America benannte America’s Cup wird erstmals unter diesem Namen ausgetragen und vom New York Yacht Club gewonnen.

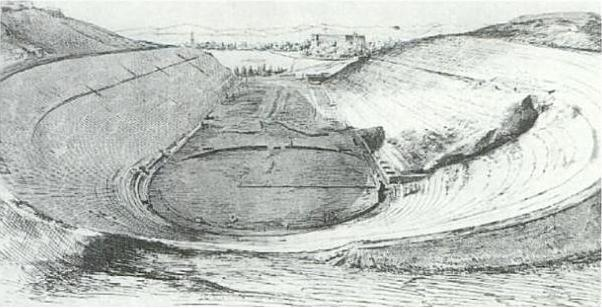
Panathenäisches Stadion, Zeichnung von Ziller, 1870

- 15. November: In Athen finden nach 1859 die zweiten Olympien statt, diesmal im Panathinaikon-Stadion, das ein Jahr zuvor im Auftrag der griechischen Regierung vom deutschen Archäologen und Bauforscher Ernst Ziller ausgegraben worden ist, und das Anastasios Metaxas für die Spiele provisorisch hergerichtet hat.
- Georg Weber führt in Deutschland das Faustballspiel als Ausgleichssport zum Turnen ein.
- The Football Association begrenzt die Anzahl der Spieler bei einem Fußballspiel auf elf.

## Historische Karten und Ansichten

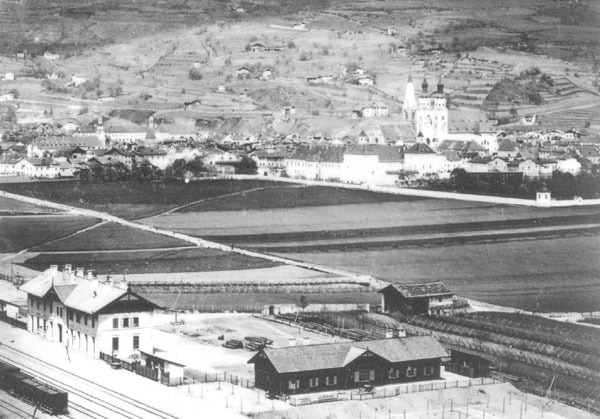
Brixen 1870

## Größte Städte der Welt um das Jahr 1870
| Metropolregionen | Metropolregionen | Metropolregionen       | Metropolregionen | Metropolregionen | Metropolregionen |
| Rang             | Name             | Region                 | Einwohner        | Jahr             |                  |
| ---------------- | ---------------- | ---------------------- | ---------------- | ---------------- | ---------------- |
| 1.               | London           | Vereinigtes Königreich | 3.840.595        | 1871             |                  |
| 2.               | Paris            | Frankreich             | ≈2.300.000       | 1870             |                  |
| 3.               | New York City    | Vereinigte Staaten     | 1.469.045        | 1870             |                  |
| 4.               | Wien             | Österreich-Ungarn      | 900.998          | 1869             |                  |
| 5.               | Peking           | Kaiserreich China      | ≈875.000         | 1870             |                  |
| 6.               | St. Petersburg   | Russisches Reich       | 842.900          | 1873             |                  |
| 7.               | Berlin           | Preußen                | 826.341          | 1871             |                  |
| 8.               | Istanbul         | Osmanisches Reich      | ≈800.000         | ≈1870            |                  |
| 9.               | Bombay           | Britisch-Indien        | 644.605          | 1872             |                  |
| 10.              | Moskau           | Russisches Reich       | 601.969          | 1871             |                  |
| 11.              | Tokio            | Kaiserreich Japan      | 595.900          | 1872             |                  |

## Geboren

### Januar

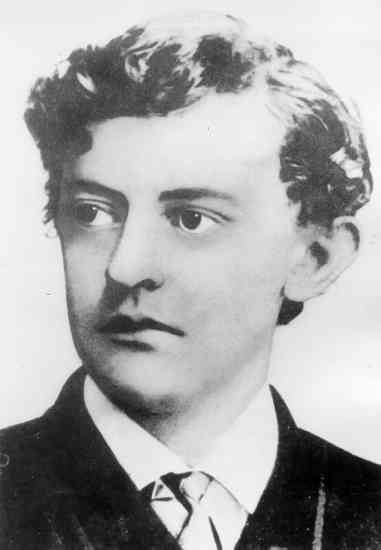
Ernst Barlach

- 02. Januar: Ernst Barlach, deutscher Schriftsteller, Bildhauer und Zeichner († 1938)
- 02. Januar: Camillo Müller, österreichischer Fechter und Sportfunktionär († 1936)
- 03. Januar: Pál Ranschburg, ungarischer experimenteller Psychologe und Psychiater († 1945)
- 03. Januar: Henry Handel Richardson, australische Schriftstellerin († 1946)
- 04. Januar: Georg Escherich, deutscher Forstmann, Politiker und Forschungsreisender († 1941)

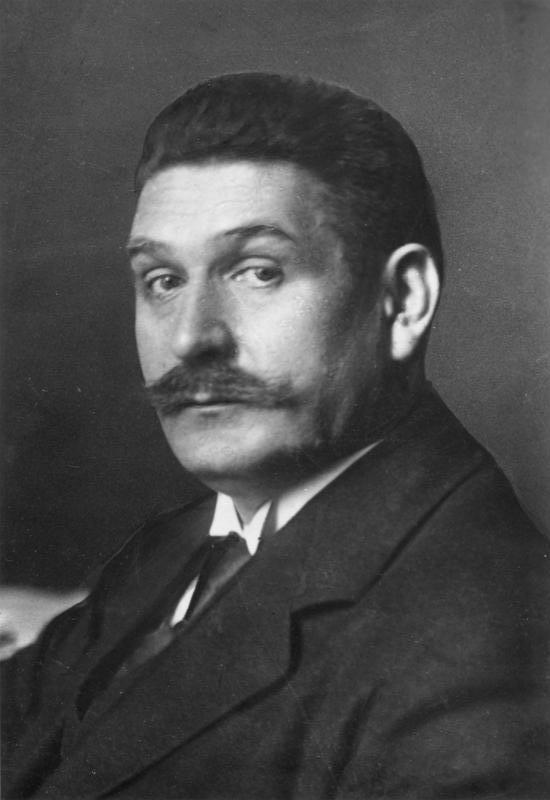
Gustav Bauer, 1920

- 06. Januar: Gustav Bauer, deutscher Politiker, Ministerpräsident und Reichskanzler († 1944)
- 06. Januar: Eduard Stemplinger, deutscher Schriftsteller († 1964)
- 06. Januar: Paula Thiede, deutsche Gewerkschafterin († 1919)
- 08. Januar: Charles Cahier, US-amerikanische Opernsängerin († 1951)
- 08. Januar: Wanda von Debschitz-Kunowski, deutsche Porträt-Fotografin († 1935)
- 08. Januar: Miguel Primo de Rivera, spanischer General und Diktator († 1930)
- 09. Januar: Albert Jesionek, deutscher Dermatologe und Hochschullehrer († 1935)
- 09. Januar: Robert Zahn, deutscher Archäologe und Direktor der Antikensammlung Berlin († 1945)
- 10. Januar: Hans von Raumer, deutscher Politiker, Reichsminister († 1965)
- 13. Januar: Henryk Opieński, polnischer Komponist († 1942)
- 14. Januar: Ida Dehmel, jüdisch-deutsche Kunstförderin († 1942)
- 16. Januar: Ludwig Kohlen, deutscher Politiker († 1951)
- 16. Januar: Wilhelm Normann, deutscher Chemiker († 1939)
- 18. Januar: Alfred Margaine, französischer Politiker († 1953)
- 19. Januar: Jean-Baptiste Dubois, kanadischer Cellist, Dirigent und Musikpädagoge († 1938)
- 20. Januar: Guillaume Lekeu, belgischer Komponist († 1894)
- 20. Januar: Fausto Salvatori, italienischer Schriftsteller und Librettist († 1929)
- 22. Januar: Charles Tournemire, französischer Komponist († 1939)
- 24. Januar: Herbert Kilpin, englischer Fußballspieler und -trainer († 1916)
- 24. Januar: Joseph Rosier, US-amerikanischer Politiker († 1951)
- 25. Januar: Helge von Koch, schwedischer Mathematiker († 1924)
- 27. Januar: Karl Arnsperger, deutscher Verwaltungsbeamter († 1934)
- 28. Januar: Marie Narelle, australische Sängerin († 1941)
- 29. Januar: Karl Ernst Ranke, deutscher Internist († 1926)

### Februar
- 03. Februar: Gustava Louise Georgia Emilie Grüner, dänische Malerin († 1929)
- 03. Februar: Annette Kolb, deutsche Schriftstellerin († 1967)
- 03. Februar: Ada Negri, italienische Schriftstellerin († 1945)
- 05. Februar: Alfred E. Reames, US-amerikanischer Politiker († 1943)
- 07. Februar: Alfred Adler, österreichischer Psychologe und Nervenarzt († 1937)
- 07. Februar: Adolf Jandorf, deutscher Großkaufmann und Gründer des KaDeWe († 1932)
- 08. Februar: Georg Ahlemann, deutscher Offizier und Politiker († vor 1962)
- 09. Februar: Paul Max Eugen Adloff, deutscher Zahnmediziner und Anthropologe († 1944)
- 09. Februar: Arthur Illies, deutscher Maler und Grafiker († 1952)
- 09. Februar: Jacobus Adrianus Cornelis van Leeuwen, niederländischer reformierter Theologe († 1930)
- 10. Februar: Frank L. Greene, US-amerikanischer Politiker († 1930)

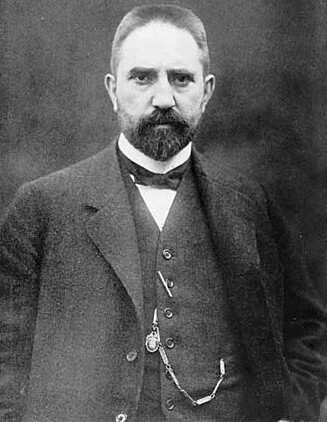
Hugo Stinnes, um 1900

- 12. Februar: Hugo Stinnes, deutscher Großindustrieller und Politiker († 1924)
- 13. Februar: Leopold Godowsky, polnischer Pianist und Komponist († 1938)
- 14. Februar: Fjodor Krjukow, russischer Schriftsteller († 1920)
- 19. Februar: Konstantin Uhder, lettischer Pastor und evangelischer Märtyrer († 1919)
- 21. Februar: Víctor Mercante, argentinischer Pädagoge und Schriftsteller († 1934)
- 22. Februar: Joseph-Jean Goulet, kanadischer Violinist, Dirigent und Musikpädagoge († 1951)
- 23. Februar: Franz Andreß, deutscher Lehrer und Heimatforscher († 1944)
- 23. Februar: Lucie Baud, französische Seidenweberin und Gewerkschafterin († 1913)
- 23. Februar: Gertrud Jungnickel, deutsche Porträtmalerin († 1947)
- 23. Februar: Hans von Kahlenberg, deutsche Schriftstellerin († 1957)
- 24. Februar: Gustav Kirstein, deutscher Verleger († 1934)
- 24. Februar: Jules-Géraud Saliège, französischer Geistlicher, Erzbischof von Toulouse und Kardinal († 1956)
- 25. Februar: Jan Sterringa, niederländischer Theosoph und Anarchist († 1951)
- 26. Februar: Gabrielle Duchêne, französische Feministin und Gewerkschafterin († 1954)
- 26. Februar: Georg Schlesinger, deutscher Kaufmann († 1942)
- 27. Februar: Louis Adolphe Coerne, US-amerikanischer Komponist († 1922)
- 28. Februar: Paul Heidelbach, deutscher Schriftsteller, Stadtarchivar, Herausgeber und Bibliothekar († 1954)

### März
- 01. März: Wilhelm Bruckner, Schweizer Germanist und Linguist († 1952)
- 03. März: Berthold Küttner, deutscher Ruderer († 1953)
- 03. März: Géza Maróczy, ungarischer Schachspieler († 1951)
- 03. März: August Merges, deutscher Politiker und Revolutionär († 1945)
- 04. März: Fausta Labia, italienische Opernsängerin († 1935)
- 05. März: Frank Norris, US-amerikanischer Schriftsteller († 1902)
- 06. März: Oscar Straus, österreichischer Operettenkomponist († 1954)
- 07. März: Ernst Leonard Lindelöf, finnischer Mathematiker († 1946)
- 08. März: Erich Schultz-Ewerth, deutscher Kolonialbeamter und Schriftsteller († 1935)
- 10. März: Eugène Michel Antoniadi, griechischer Astronom († 1944)
- 10. März: William E. Crow, US-amerikanischer Politiker († 1922)
- 11. März: Louis Bachelier, französischer Mathematiker († 1946)
- 11. März: Elisabeth Neelsen, deutsche Landschaftsmalerin und Kunsterzieherin († nach 1949)
- 12. März: Christian Portner, Schweizer Evangelist († 1951)
- 13. März: Gaston Arman de Caillavet, französischer Dramatiker und Librettist († 1915)
- 13. März: Albert Meyer, Schweizer Politiker († 1953)
- 14. März: Andrés Delgado Pardo, venezolanischer Pianist, Komponist und Musikpädagoge († 1940)
- 16. März: Olga Petit, französische Rechtsanwältin († 1966)
- 17. März: Per Steenberg, norwegischer Organist und Komponist († 1947)
- 17. März: Franz Josef Swoboda, österreichischer Orgelbauer († 1934)
- 20. März: Arthur Eloesser, deutscher Journalist und Literaturhistoriker († 1938)
- 20. März: Ernst Lejeune, deutscher Kaufmann und Numismatiker († 1944)
- 20. März: Paul von Lettow-Vorbeck, preußischer Generalmajor und Schriftsteller († 1964)
- 20. März: Oramel H. Simpson, US-amerikanischer Politiker († 1932)
- 21. März: Heinrich Waentig, deutscher Nationalökonom († 1943)
- 24. März: Grigol Zereteli, georgischer Altphilologe († 1938)
- 25. März: Gustav Knepper, deutscher Unternehmer († 1951)
- 25. März: Friedrich Karl Arnold Schwassmann, deutscher Astronom († 1964)
- 26. März: Luigi Sincero, römisch-katholischer Kardinal († 1936)
- 31. März: James M. Cox, US-amerikanischer Politiker († 1957)
- 31. März: George Holt Thomas, britischer Verleger und Luftfahrtpionier († 1929)

### April
- 01. April: Léon Bollée, französischer Automobilhersteller, Konstrukteur und Erfinder († 1913)
- 02. April: Josef Moser, österreichischer Politiker und Bundesrat († 1952)
- 04. April: Frida Perlen, deutsche Pazifistin († 1933)
- 04. April: Torii Ryūzō, japanischer Anthropologe und Archäologe († 1953)
- 06. April: Oskar Vogt, deutscher Hirnforscher († 1959)
- 07. April: Gustav Landauer, Theoretiker und Aktivist des deutschen Anarchismus († 1919)
- 08. April: Sigismond Stojowski, polnischer Pianist und Komponist († 1946)
- 12. April: Jakob Koch, deutscher Ringerweltmeister († 1918)
- 14. April: George Sebastian Silzer, US-amerikanischer Politiker († 1940)

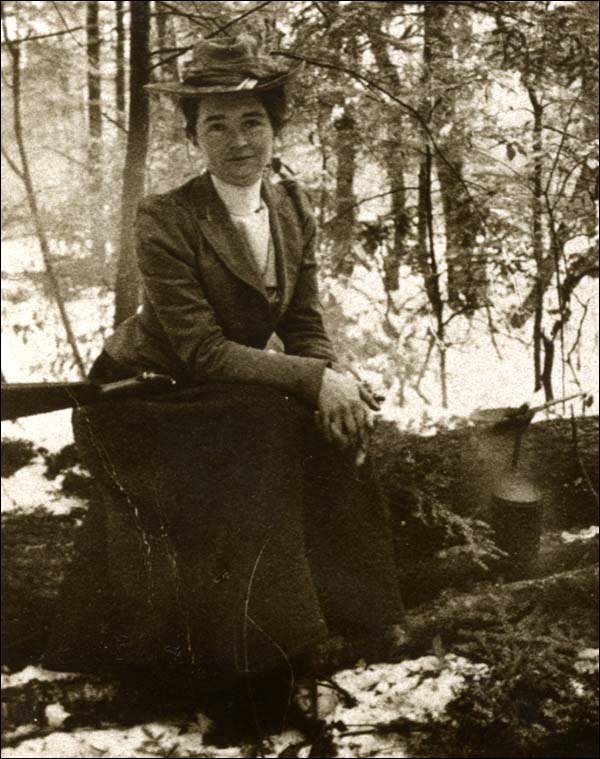
Mina Benson Hubbard

- 15. April: Mina Benson Hubbard, kanadische Forschungsreisende († 1956)
- 17. April: Max Berg, deutscher Architekt († 1947)
- 17. April: Rudolf Pöch, österreichischer Ethnograph, Anthropologe und Forscher († 1921)
- 18. April: Hermann Schöne, deutscher Altphilologe († 1941)
- 19. April: Kōda Nobu, japanische Violinistin, Pianistin und Komponistin († 1946)
- 20. April: Angus McLean, US-amerikanischer Politiker († 1935)

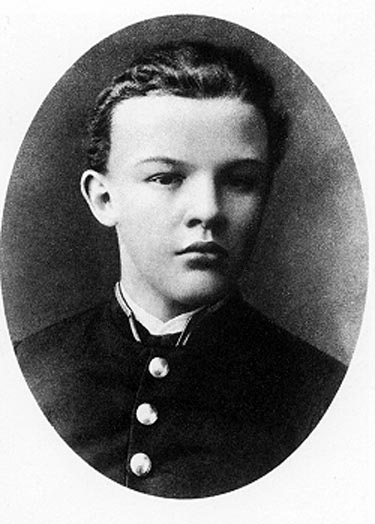
Lenin als Jugendlicher (ca. 1887)

- 22. April: Wladimir Iljitsch Lenin, russischer Politiker und Revolutionär sowie marxistischer Theoretiker († 1924)
- 24. April: Otto Reutter, deutscher Komiker († 1931)
- 28. April: Jules Blangenois, belgischer Komponist und Dirigent († 1957)
- 30. April: Homer S. Cummings, US-amerikanischer Politiker († 1956)

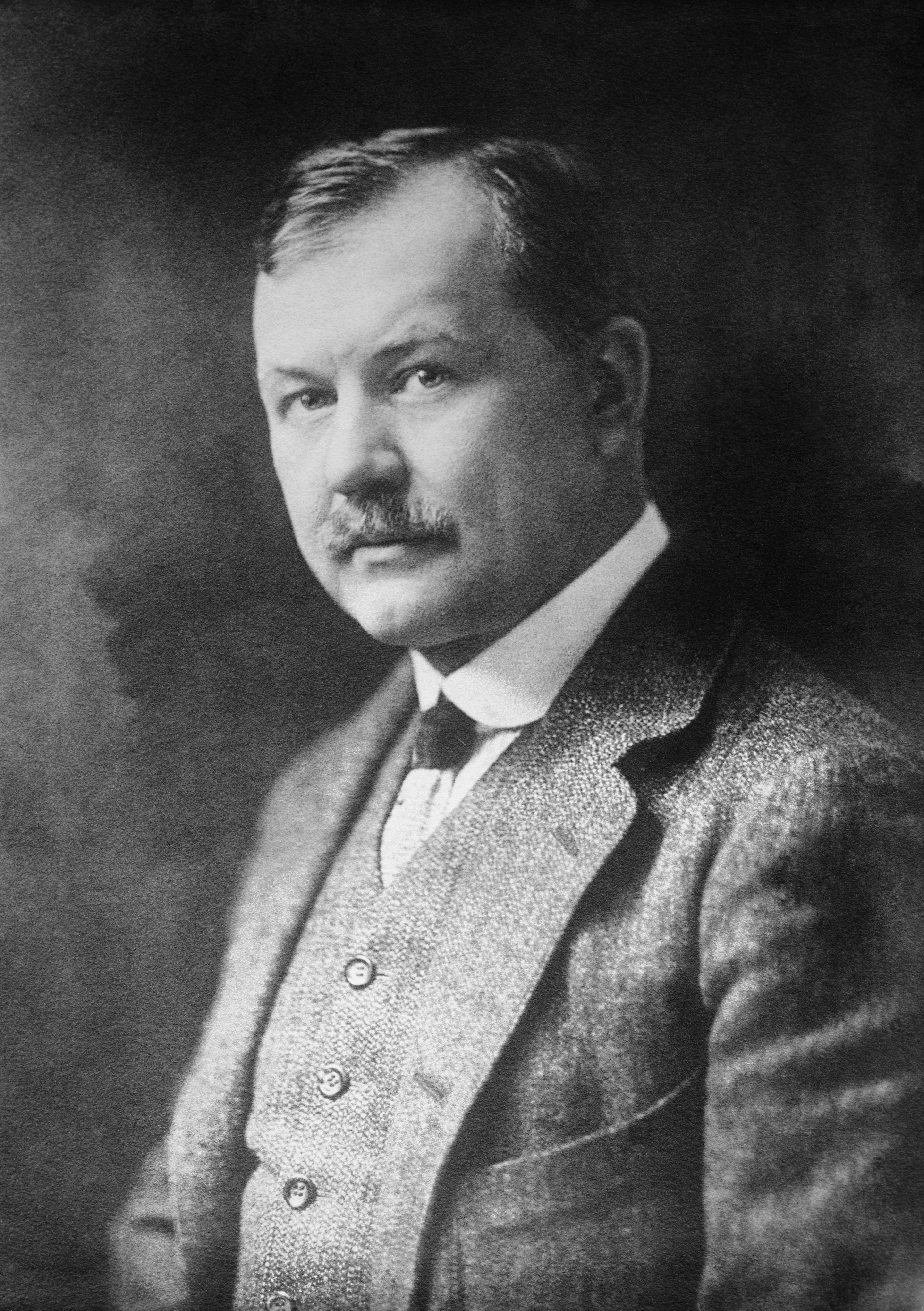
Franz Lehár

- 30. April: Franz Lehár, österreichischer Komponist ungarischer Herkunft († 1948)
- 30. April: Wilhelm Nicolaus Dannhof, deutscher Bankdirektor und Unternehmer

### Mai
- 01. Mai: Frédéric Pelletier, kanadischer Musikkritiker, Chorleiter und Komponist († 1944)
- 02. Mai: William J. Seymour, US-amerikanischer Minister († 1922)
- 03. Mai: Alexander Nikolajewitsch Benois, russischer Maler, Schriftsteller und Kunsthistoriker und -kritiker († 1960)

Juana la Macarrona

- 03. Mai: Juana la Macarrona, eigentlich Juana Vargas de la Hera, spanische Flamenco-Tänzerin († 1947)
- 04. Mai: Hermann Böse, deutscher Musikpädagoge († 1943)
- 05. Mai: Erdmann Graeser, deutscher Schriftsteller († 1937)
- 07. Mai: Hans Dominik, deutscher Offizier († 1910)
- 07. Mai: Marcus Loew: US-amerikanischer Pionier der Filmindustrie († 1927)
- 09. Mai: Hans Baluschek, deutscher Maler, Graphiker und Schriftsteller († 1935)
- 10. Mai: Franz Xaver Müller, österreichischer Komponist, Priester und Domkapellmeister († 1948)
- 12. Mai: Guido von Gillhaußen, deutscher Offizier und Kriegspoet († 1918)
- 16. Mai: Karel Kašpar, tschechischer Geistlicher, Erzbischof von Prag und Kardinal der römisch-katholischen Kirche († 1941)
- 16. Mai: Antonín Slavíček, tschechischer Maler († 1910)
- 19. Mai: Victor Beigel, englischer Pianist und Gesangspädagoge († 1930)
- 20. Mai: Otto Kellerhals, Schweizer Justizvollzugsbeamter († 1945)
- 20. Mai: Arthur Korn, deutscher Physiker und Mathematiker († 1945)
- 22. Mai: Adolf Zauner, österreichischer Romanist und Sprachwissenschaftler († 1940)
- 24. Mai: Alice Seeley Harris, britische Missionarin und Fotografin († 1970)
- 24. Mai: Ynes Mexia, mexikanisch-US-amerikanische Botanikerin und Forschungsreisende († 1938)
- 24. Mai: Jan Christiaan Smuts, südafrikanischer Staatsmann und Soldat († 1950)

### Juni
- 10. Juni: Séraphin Buisset, französischer Politiker († 1949)
- 10. Juni: Jeanne Rij-Rousseau, französische Malerin († 1956)
- 13. Juni: Antonius Mönch, deutscher Weihbischof († 1935)
- 13. Juni: Jules Bordet, belgischer Biologe und Immunologe († 1961)
- 13. Juni: Frederick Weygold, amerikanischer Künstler und Wissenschaftler († 1941)
- 14. Juni: Sophie von Preußen, Ehefrau von Konstantin I. von Griechenland († 1932)
- 14. Juni: Harry Puddicombe, kanadischer Musikpädagoge und Komponist († 1953)
- 15. Juni: Maud Barger-Wallach, US-amerikanische Tennisspielerin († 1954)
- 15. Juni: Antonín Kalina, tschechischer Politiker († 1922)
- 15. Juni: Ernest Lister, US-amerikanischer Politiker († 1919)
- 16. Juni: Levegh, französischer Automobilrennfahrer († 1904)
- 18. Juni: Hans v. Pezold, deutscher Sanitätsoffizier, Sexualpädagoge († 1935)
- 18. Juni: Johannes Biehle, deutscher Professor für Physik, Glocken- und Orgelbauer († 1941)
- 19. Juni: Willibald Nagel, deutscher Physiologe († 1911)
- 20. Juni: Georges Dufrénoy, französischer Maler († 1943)

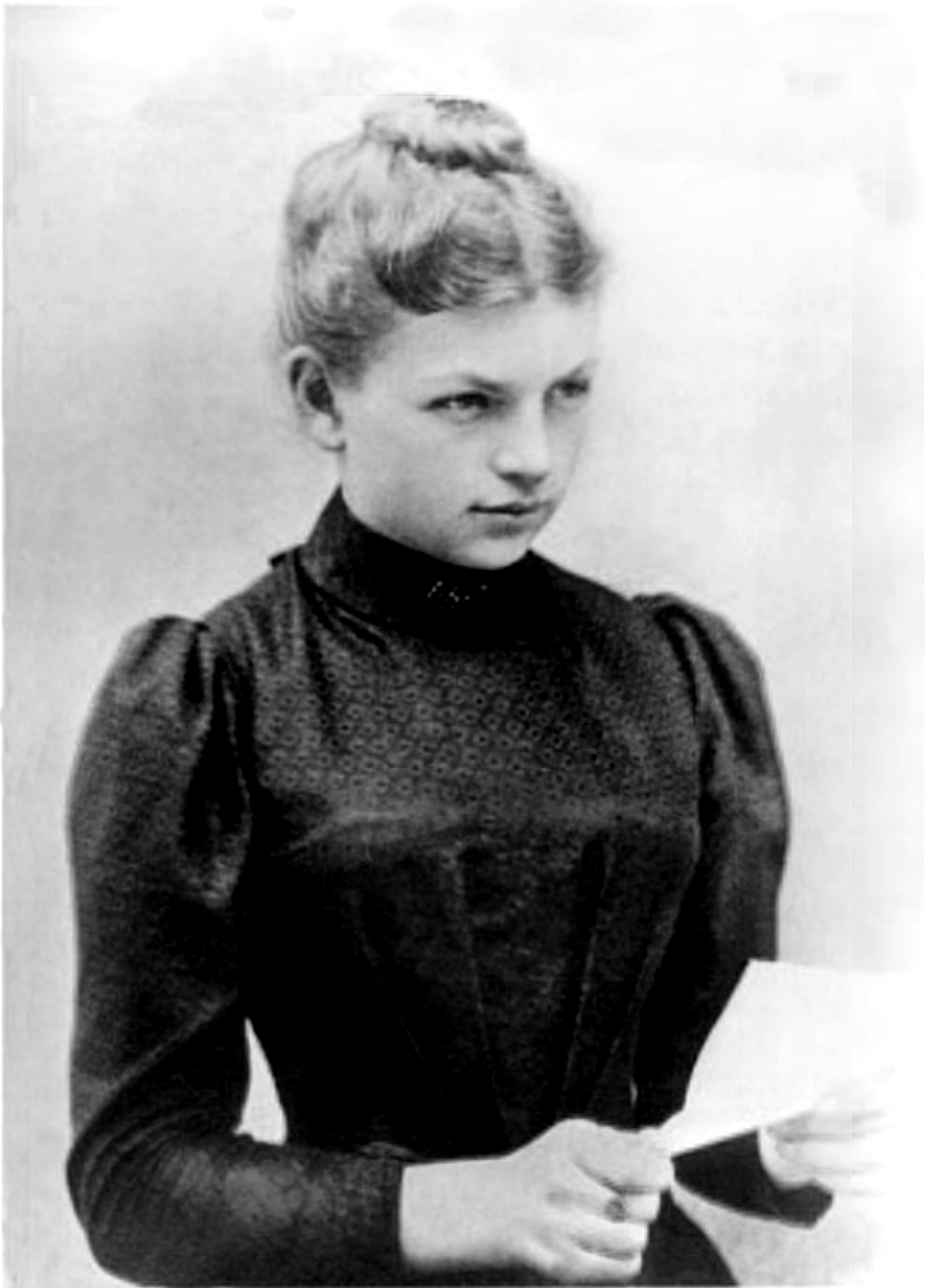
Clara Immerwahr

- 21. Juni: Clara Immerwahr, eine der ersten Frauen mit Doktorwürde in Deutschland († 1915)
- 25. Juni: Robert Erskine Childers, irischer Autor und Unabhängigkeitskämpfer († 1922)
- 27. Juni: Jaime de Borbón, carlistischer Thronprätendent in Spanien und Frankreich († 1931)
- 27. Juni: Georg Schläger, deutscher Lehrer und Volksliedforscher († 1921)

### Juli
- 01. Juli: Ellen Ammann, schwedisch-deutsche Frauenrechtlerin († 1932)
- 01. Juli: Inoue Kenkabō, japanischer Schriftsteller († 1934)
- 01. Juli: Léonard Misonne, belgischer Fotograf († 1943)
- 03. Juli: Richard Bedford Bennett, kanadischer Politiker († 1947)
- 05. Juli: Richard Winckel, deutscher Maler und Graphiker († 1941)
- 07. Juli: Reinhold Artmann, deutscher Politiker († 1960)
- 07. Juli: Joseph Koeth, deutscher Militär und Politiker († 1936)
- 08. Juli: Gertrud Grunow, deutsche Opernsängerin und Pianistin († 1944)
- 12. Juli: Ludwig II., monegassischer Fürst († 1949)
- 13. Juli: Helene Arnau, österreichische Landschafts-, Porträt- und Kriegsmalerin († 1958)
- 13. Juli: Eduard Clausnitzer, deutscher Theologe, Pädagoge und Schriftsteller.(† 1920)
- 13. Juli: Georg Hartmann, deutscher Fabrikant († 1954)
- 17. Juli: Ludvík Vítězslav Čelanský, tschechischer Dirigent und Komponist († 1931)
- 20. Juli: Luigi von Kunits, österreichischer Dirigent, Komponist, Geiger und Musikpädagoge († 1931)
- 21. Juli: Christian Aigens, dänischer Künstler († 1940)
- 21. Juli: Adolf Küry, Bischof in der Schweiz († 1956)
- 21. Juli: Emil Orlik, böhmischer Maler, Grafiker und Kunsthandwerker († 1932)
- 21. Juli: Antonio Riva, Schweizer Jurist und Politiker († 1942)
- 23. Juli: A. J. Georg Howaldt, deutscher Schiffbauer, Unternehmer († 1937)
- 24. Juli: Wilhelm Keil, Drechsler, Redakteur und Politiker der Sozialdemokratischen Partei Deutschlands († 1968)
- 25. Juli: Carlo Salotti, italienischer Kardinal der römisch-katholischen Kirche († 1947)
- 26. Juli: Ignacio Zuloaga, spanischer Maler († 1945)
- 27. Juli: Hilaire Belloc, englischer Schriftsteller († 1953)
- 27. Juli: Siegfried von Roedern, deutscher Politiker der Kaiserzeit († 1954)
- 28. Juli: Laurent Bonnevay, französischer Politiker († 1957)
- 29. Juli: Auguste Gampert, Schweizer evangelischer Geistlicher und Hochschullehrer († 1936)
- 29. Juli: Adachi Mineichirō, japanischer Jurist und Diplomat († 1934)

### August

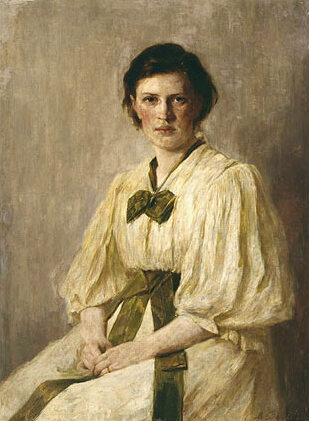
Marianne Weber

- 02. August: Marianne Weber, deutsche Frauenrechtlerin, Soziologin und Rechtshistorikerin († 1954)
- 04. August: Oskar Ameringer, deutsch-US-amerikanischer Tischler, Musiker, Redakteur und Politiker († 1943)
- 05. August: H. B. Irving, englischer Schauspieler, Theatermanager und Autor († 1919)

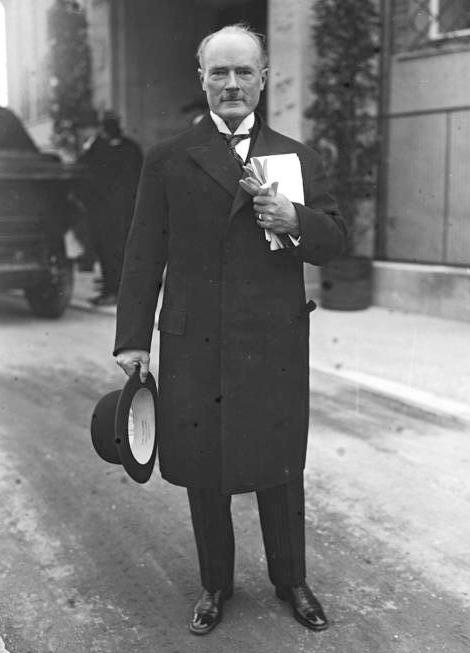
Gustav Krupp von Bohlen und Halbach (1931)

- 07. August: Gustav Krupp von Bohlen und Halbach, deutscher Diplomat, Leiter des Krupp-Konzerns († 1950)
- 08. August: João Itiberê da Cunha, brasilianischer Komponist und Musikkritiker († 1953)
- 10. August: Heinrich Eisenbach, österreichischer Kabarettist († 1923)
- 10. August: Claude Loraine-Barrow, britischer Automobilrennfahrer († 1903)
- 14. August: Junius Futrell, US-amerikanischer Politiker († 1955)
- 14. August: Alexander Schuke, deutscher Orgelbauer († 1933)
- 15. August: Josef Vítězslav Šimák, tschechischer Historiker, Professor der Karls-Universität († 1941)
- 19. August: Michail Abramowitsch Morosow, russischer Industrieller, Historiker und Kunstsammler († 1903)
- 21. August: Wilhelm Kolb, deutscher sozialdemokratischer Politiker († 1918)
- 21. August: Edmond Malherbe, französischer Komponist († 1963)
- 22. August: Daniel Read Anthony junior, US-amerikanischer Politiker († 1931)
- 22. August: Magdalene von Prince, deutsche Kolonialistin und Plantagenbesitzerin († 1935)
- 23. August: Friedrich Auerbach, deutscher Chemiker († 1925)
- 27. August: Romolo Murri, italienischer Theologe († 1944)
- 27. August: Amado Nervo, mexikanischer Schriftsteller, Journalist und Diplomat († 1919)
- 28. August: Pieter Cornelis Tobias van der Hoeven, niederländischer Gynäkologe († 1953)
- 29. August: Arnošt Bart-Brězynčanski, sorbischer Politiker, erster Domowina-Vorsitzender († 1956)
- 30. August: Lawr Georgijewitsch Kornilow, russischer General († 1918)

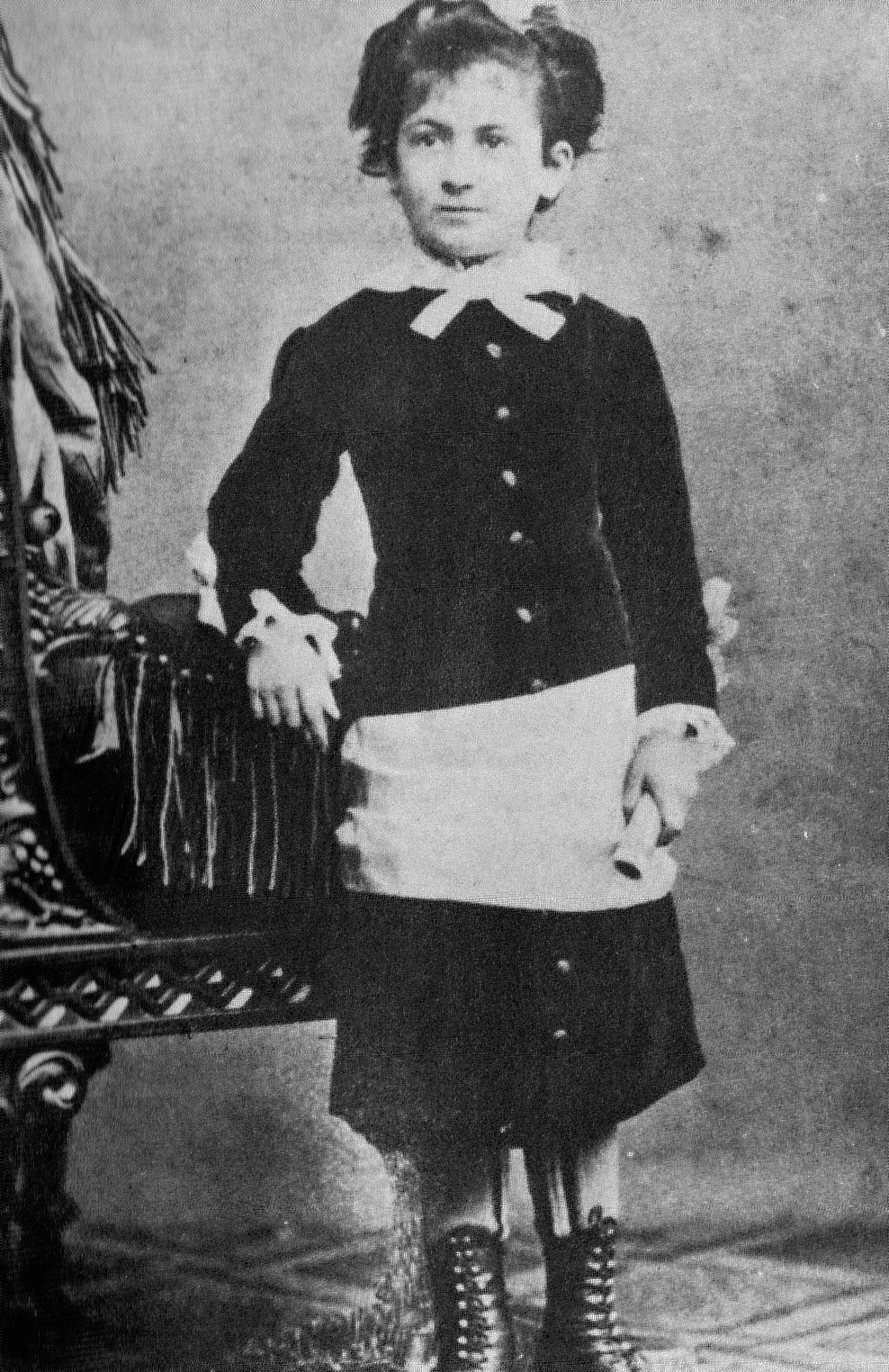
Maria Montessori im Alter von zehn Jahren, 1880

- 31. August: Maria Montessori, italienische Ärztin, Philosophin und Philanthropin († 1952)

### September
- 02. September: Marie Ault, britische Schauspielerin († 1951)
- 02. September: Wilhelm Männer, deutscher Politiker († 1923)

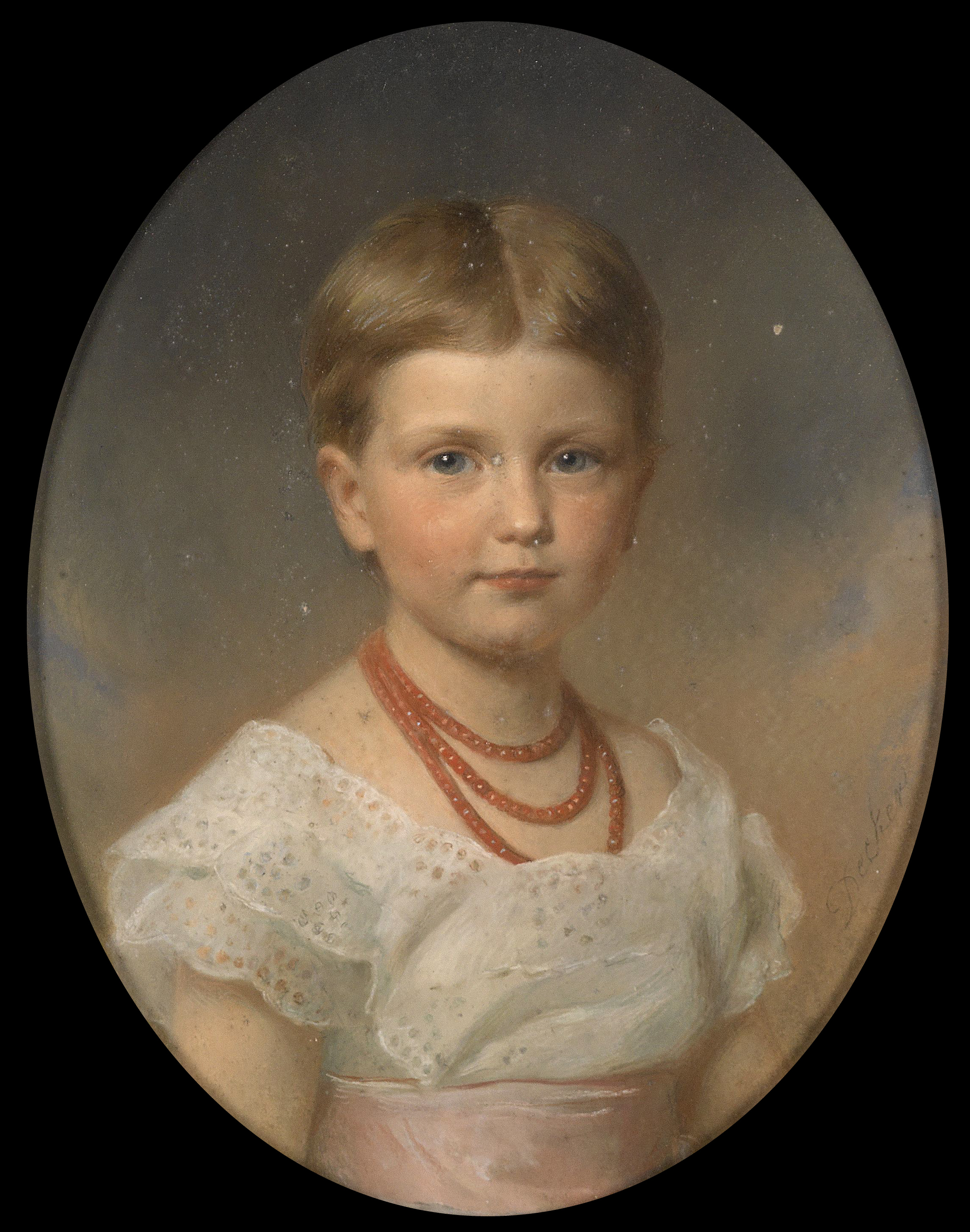
Luise als Kind, gemalt von Georg Decker, 1875

- 02. September: Luise von Österreich-Toskana, Erzherzogin von Österreich, Kronprinzessin des Königreichs Sachsen († 1947)
- 02. September: Kennerley Rumford, englischer Sänger (Bariton) († 1957)
- 02. September: Léon Zadoc-Kahn, französischer Mediziner; in Auschwitz ermordet († 1943)
- 05. September: Victor Auburtin, deutscher Journalist und Schriftsteller († 1928)
- 12. September: Carl Arend, deutscher Architekt († 1938)
- 15. September: Bruno Donath, deutscher Physiker († 1929)
- 15. September: Rahel Hirsch, deutsche Medizinerin († 1953)
- 16. September: John Pius Boland, irischer Jurist, erster Olympiasieger im Tennis († 1958)
- 16. September: Abraham Mozes Reens, niederländischer Anarchist († 1930)
- 19. September: Willem Jan Aalders, niederländischer Theologe († 1945)
- 22. September: Georgette Bréjean-Silver, französische Opernsängerin († 1951)
- 22. September: Charlotte Cooper, englische Tennisspielerin († 1966)
- 23. September: Oluf Krag, dänischer Innenminister († 1942)
- 23. September: Georg Langerhans, Bürgermeister von Köpenick († 1918)
- 24. September: Alfred Wilhelm Anschütz, deutscher Chirurg und Hochschullehrer († 1954)

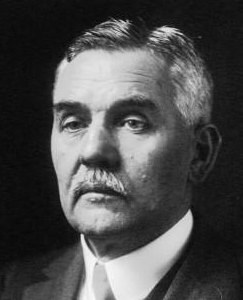
Georges Claude, 1926

- 24. September: Georges Claude, französischer Physiker († 1960)
- 25. September: Paul Arndt, deutscher Nationalökonom († 1942)
- 26. September: Erwin Gross, deutsch-baltischer Geistlicher und evangelischer Bekenner († 1920)

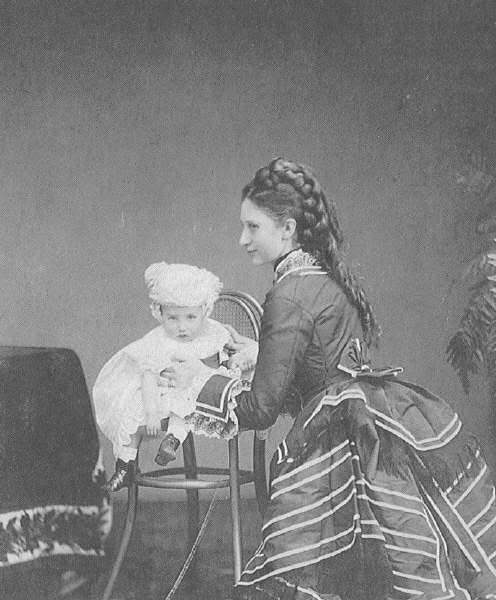
Der dänische Kronprinz Christian mit seiner Mutter Louise von Schweden-Norwegen 1870/71

- 26. September: Christian X., König von Dänemark († 1947)
- 27. September: Alfred Deutsch-German, österreichischer Schriftsteller, Journalist, Drehbuchautor und Filmregisseur († 1943)
- 28. September: Florent Schmitt, französischer Komponist († 1958)
- 30. September: Hans Langmaack, deutscher Schauspieler, Hörspielsprecher, -regisseur, Rezitator und Schauspiellehrer († 1949)
- 30. September: Jean-Baptiste Perrin, französischer Physiker († 1942)

### Oktober
- 02. Oktober: Hans Affolter, Schweizer Jurist und Politiker (SP) († 1936)
- 02. Oktober: Alfred Cossmann, österreichischer Kupferstecher und Gebrauchsgraphiker († 1951)
- 02. Oktober: Joannes Baptista Sproll, deutscher Bischof und Gegner des Nationalsozialismus († 1949)
- 02. Oktober: Wilhelm Taurit, deutsch-baltischer Pastor und evangelischer Märtyrer († 1906)
- 07. Oktober: Uncle Dave Macon, US-amerikanischer Country-Musiker († 1952)
- 08. Oktober: Louis Vierne, französischer Komponist und Organist († 1937)
- 08. Oktober: Wilhelm Bünger, Jurist und Politiker, sächsischer Ministerpräsident (1929–1930) († 1937)
- 09. Oktober: Ernst von Dobschütz, deutscher Theologe, Geheimer Konsistorialrat († 1934)
- 10. Oktober: Paul Geheeb, deutscher Reformpädagoge († 1961)
- 10. Oktober: Merritt Mechem, US-amerikanischer Politiker († 1946)
- 13. Oktober: Ben W. Hooper, US-amerikanischer Politiker, Gouverneur von Tennessee († 1957)
- 15. Oktober: Robert de Vogüé, französischer Geschäftsmann, Funktionär, Politiker und Marineoffizier († 1936)
- 17. Oktober: Adelgunde von Bayern, bayrische Prinzessin († 1958)
- 17. Oktober: Richard Brunsich von Brun, sächsischer Bibliothekar und Hofrat († 1964)
- 18. Oktober: August Arteldt, deutscher Politiker († 1948)
- 18. Oktober: Josiah Ritchie, englischer Tennisspieler († 1955)
- 22. Oktober: Iwan Alexejewitsch Bunin, russischer Schriftsteller und Lyriker († 1953)
- 22. Oktober: Eugène Grand, Schweizer Jurist und Politiker († 1937)
- 22. Oktober: Johan Ludwig Mowinckel, norwegischer Reeder und Politiker († 1943)
- 23. Oktober: Emil Hardmeier, Schweizer Lehrer und Politiker († 1935)
- 24. Oktober: Ferdinand Bender, deutscher Anarchist und Politiker († 1939)
- 28. Oktober: Hans Anetsberger, deutscher Porträt- und Landschaftsmaler († 1942)
- 28. Oktober: Ladislaus Batthyány-Strattmann, österreichischer Arzt und Mitglied der Adelsfamilie der Batthyánis († 1931)
- 30. Oktober: Lawrence Grant, britischer Schauspieler († 1952)

### November
- 01. November: Christopher Brennan, australischer Dichter († 1932)
- 01. November: Santos Cifuentes, kolumbianischer Komponist († 1932)
- 02. November: Gustav Ricker, deutscher Wissenschaftler und Arzt († 1948)
- 05. November: Johann Peter Arras, deutscher Politiker († 1939)
- 05. November: Chittaranjan Das, bengalischer Rechtsanwalt und Politiker der indischen Unabhängigkeitsbewegung († 1925)
- 06. November: Herbert Louis Samuel, britischer Politiker und Diplomat († 1963)
- 06. November: Karl Janisch, deutscher Maschinenbau-Ingenieur und Industrie-Manager († 1946)
- 10. November: Harlan Carey Brewster, kanadischer Politiker († 1918)
- 10. November: Michael Rostovtzeff, russisch-amerikanischer Althistoriker († 1952)
- 10. November: Josephine Siebe, deutsche Redakteurin, Kinderbuchautorin († 1941)
- 16. November: Eduard Blocher, evangelischer Geistlicher und Sprachwissenschaftler († 1942)
- 16. November: Ambrogio Robecchi, italienischer Radrennfahrer († 1963)
- 21. November: Alexander Berkman, litauischer Anarchist und Schriftsteller († 1936)
- 21. November: Gottfried Fankhauser, Schweizer Pädagoge, Schriftsteller und Präsident der evangelischen Gesellschaft († 1962)
- 21. November: Sigfrid Edström, schwedischer Unternehmer und Sportfunktionär († 1964)
- 22. November: Howard Brockway US-amerikanischer Komponist († 1951)
- 22. November: Guido Herzfeld, deutscher Schauspieler der Stummfilmzeit († 1923)
- 25. November: Maurice Denis, französischer Maler des Symbolismus († 1943)
- 27. November: Juho Kusti Paasikivi, finnischer Politiker und Staatspräsident († 1956)
- 29. November: Enric Prat de la Riba, spanischer Politiker, der erste Präsident der Mancomunitat de Catalunya († 1917)
- 30. November: Gertrud Eysoldt, deutsche Schauspielerin und Regisseurin († 1955)

### Dezember
- 02. Dezember: Sepp Aman, österreichischer Politiker († 1957)

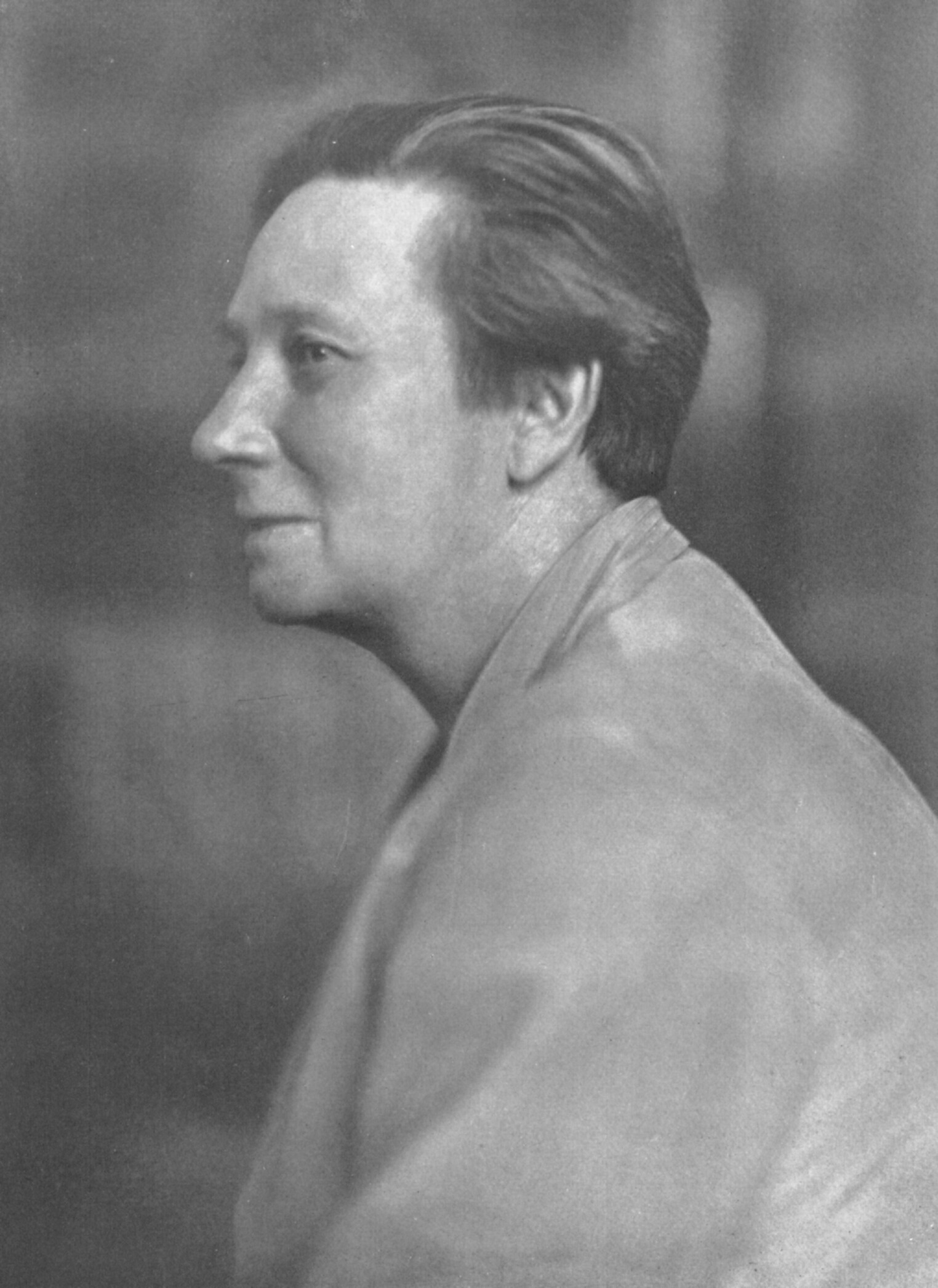
Rhoda Erdmann (um 1930)

- 05. Dezember: Rhoda Erdmann, deutsche Biologin und Zellforscherin († 1935)
- 05. Dezember: Vítězslav Novák, österreichischer Komponist und Dirigent († 1949)
- 06. Dezember: John George Clark Anderson, britischer Althistoriker und Epigraphiker († 1952)
- 07. Dezember: Clément Dorlia, französischer Ruderer († 1942)
- 09. Dezember: William P. Pollock, US-amerikanischer Politiker († 1922)
- 10. Dezember: Adolf Loos, österreichischer Architekt und Architekturtheoretiker († 1933)
- 10. Dezember: Pierre Louÿs, französischer Schriftsteller († 1925)
- 10. Dezember: Ferdynand Ruszczyc, polnischer Maler († 1936)
- 12. Dezember: Willy Planck, deutscher Maler und Grafiker († 1956)

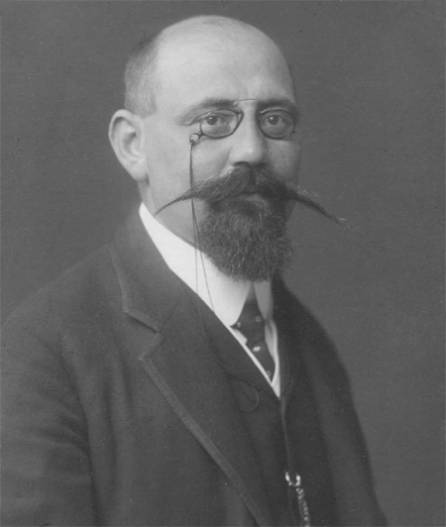
Karl Renner (um 1905)

- 14. Dezember: Karl Renner, österreichischer Bundeskanzler und Bundespräsident († 1950)
- 15. Dezember: Josef Hoffmann, österreichischer Architekt und Designer († 1956)
- 15. Dezember: Alexander Lion, deutscher Arzt und Pfadfinder († 1962)
- 15. Dezember: Richard McBride, kanadischer Politiker († 1917)
- 18. Dezember: Arseni Nikolajewitsch Koreschtschenko, russischer Komponist († 1921)
- 18. Dezember: Hector Hugh Munro, britischer Schriftsteller († 1916)
- 23. Dezember: Jessie Tarbox Beals, US-amerikanische Pressefotografin († 1942)
- 23. Dezember: John Marin, US-amerikanischer Maler († 1953)
- 24. Dezember: Rosario Scalero, italienischer Violinist, Musikpädagoge und Komponist († 1954)
- 26. Dezember: Frank Stephen Meighen, kanadischer Offizier und Kunstmäzen († 1946)
- 27. Dezember: Georg Hax, deutscher Wasserspringer, Wasserballspieler, Kunstturner und Sportfunktionär († 1952)
- 30. Dezember: Charles Gordon-Lennox, 8. Duke of Richmond, britischer Adliger († 1935)
- 30. Dezember: Josef Müller, Schweizer Spitalpfarrer und Sammler von Volkssagen († 1929)

### Genaues Geburtsdatum unbekannt
- Hans Block, deutscher Journalist († 1953)
- Matteo Ceirano, italienischer Automobilrennfahrer und Unternehmer († 1941)
- Joseph Dumais, kanadischer Journalist und Komiker (Todesjahr unbekannt)
- Ahmed Hikmet Müftüoğlu, türkischer Dichter und Schriftsteller († 1927)
- Schamram Kelleciyan, armenische Chansonsängerin († 1955)
- Mihran Mardirossian, armenischer Buchhändler und Publizist († 1936)

## Gestorben

### Januar bis März
- 06. Januar: Franz von Woringen, deutscher Jurist, Hochschullehrer und Dichter (* 1804)
- 09. Januar: George De Lacy Evans, britischer General (* 1787)
- 09. Januar: Ole Gabriel Ueland, norwegischer Politiker (* 1799)
- 10. Januar: Heinrich Gottlieb Kühn, deutscher Arkanist und Direktor der Königlichen Porzellanmanufaktur (* 1788)
- 11. Januar: Victor Noir, französischer Journalist (* 1848)
- 19. Januar: James S. Green, US-amerikanischer Politiker (* 1817)
- 25. Januar: Victor de Broglie, französischer Staatsmann und Diplomat (* 1785)
- 01. Februar: Auguste Regnaud de Saint-Jean d’Angely, französischer General, Marschall von Frankreich (* 1794)
- 01. Februar: Anton Martin Schweigaard, norwegischer Jurist und Politiker (* 1808)
- 03. Februar: Allen Trimble, US-amerikanischer Politiker (* 1783)
- 07. Februar: Peter T. Washburn, US-amerikanischer Politiker (* 1814)
- 25. Februar: Henrik Hertz, dänischer Schriftsteller (* 1798)
- 01. März: Francisco Solano López, Präsident von Paraguay (* 1827)
- 08. März: Karl August Koberstein, deutscher Literaturhistoriker (* 1797)
- 09. März: Théodore Labarre, französischer Harfenvirtuose und Komponist (* 1805)
- 09. März: Maria Ann Smith,  britisch-australische Obstbäuerin (* 1799)
- 11. März: Moshoeshoe I., lesothischer Häuptling
- 12. März: Enrique de Borbón, Herzog von Sevilla und Infant von Spanien (* 1823)
- 13. März: William F. De Saussure, US-amerikanischer Jurist und Politiker (* 1792)
- 15. März: Matthäus Friedrich Chemnitz, deutscher Jurist; schrieb den Text für das Schleswig-Holstein-Lied (* 1815)
- 18. März: Karl Heinrich Rau, deutscher Nationalökonom, Freimaurer und Agrarwissenschaftler (* 1792)
- 24. März: Ferdinand Stadler, Schweizer Architekt (* 1813)
- 26. März: Charles Green, englischer Aeronautiker (* 1785)
- 26. März: Pierre Soulé, US-amerikanischer Politiker (* 1801)
- 31. März: Karl von Rothkirch-Panthen, böhmisch-österreichischer Politiker, Verwaltungsbeamter, Oberstlandmarschall und Statthalter (* 1807)

### April bis Juni
- 02. April: Patrick Gass, US-amerikanischer Soldat und Entdecker (* 1771)
- 03. April: Samuel Chappuis, Schweizer evangelischer Geistlicher und Hochschullehrer (* 1809)
- 03. April: Philipp Jaffé, deutscher Mediävist und Philologe (* 1819)
- 04. April: Heinrich Gustav Magnus, deutscher Physiker und Chemiker (* 1802)
- 06. April: Johannes Joneli, Schweizer Lehrer (* 1803)
- 06. April: Christen Kold, dänischer Lehrer und Pionier der dänischen Hochschul- und Freischulbewegung (* 1816)
- 07. April: Claude Félix Abel Niepce de Saint-Victor, französischer Chemiker, Erfinder und Fotograf (* 1805)
- 08. April: Charles-Auguste de Bériot, belgischer Violinist, Violinpädagoge und Komponist (* 1802)
- 11. April: Arthur Lutze, deutscher Heilpraktiker (* 1813)
- 11. April: Justo José de Urquiza, argentinischer Präsident (* 1801)
- 12. April: Ernst Siegfried Mittler, deutscher Verleger (* 1785)
- 14. April: Johann Jacob Achelius, deutscher Glasermeister (* 1794)

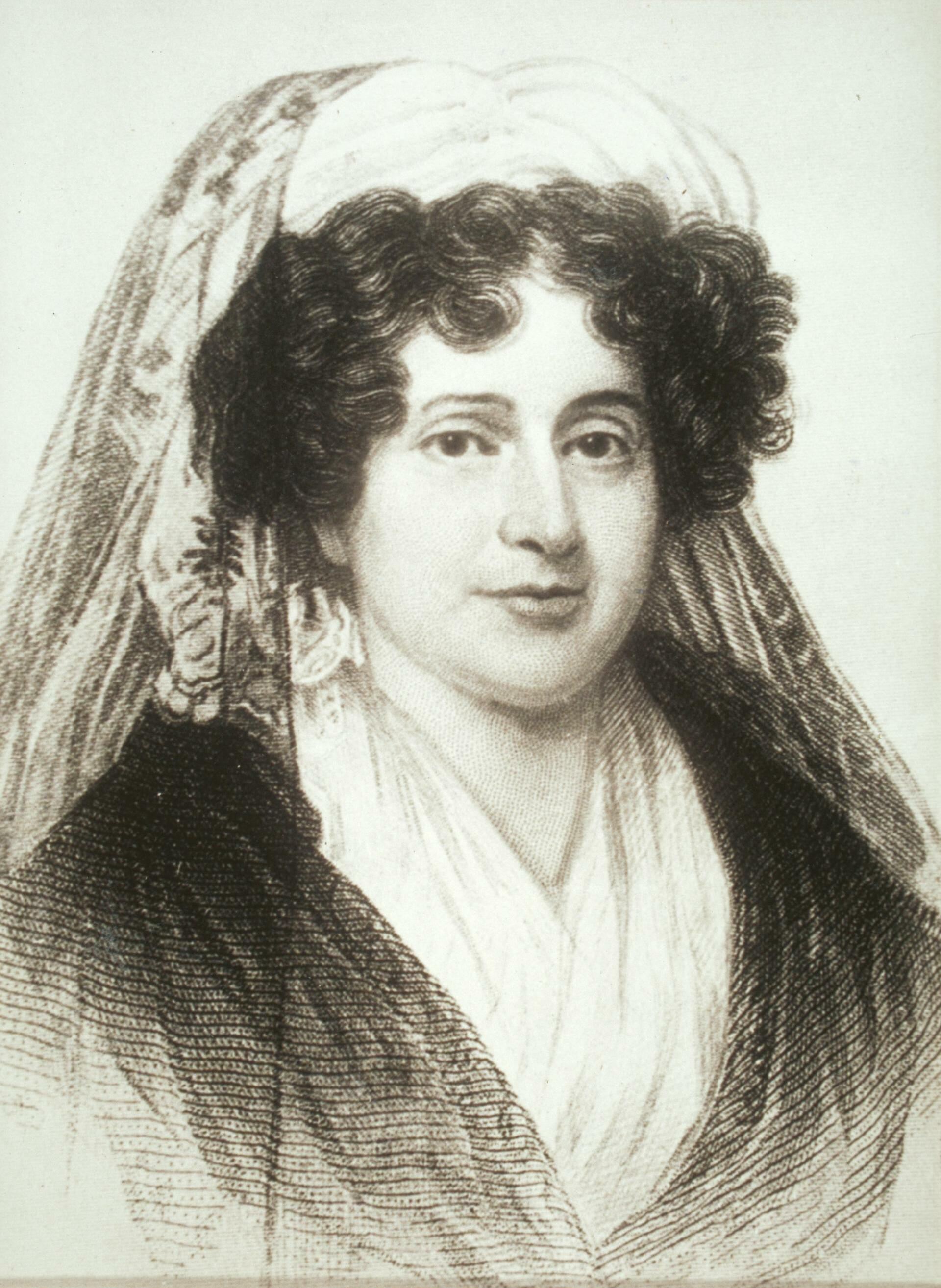
Emma Willard

- 15. April: Emma Willard, US-amerikanische Pädagogin (* 1787)
- 16. April: Maria Karolina von Neapel-Sizilien, Tochter von König Franz I. von Neapel (* 1798)
- 16. April: Johann Wilhelm Neumann, deutscher Jurist, Kommunalpolitiker und Historiker (* 1797)
- 22. April: Austin King, US-amerikanischer Politiker (* 1802)
- 30. April: Václav Levý, tschechischer Bildhauer (* 1820)
- 01. Mai: Gabriel Lamé, französischer Mathematiker und Physiker (* 1795)
- 04. Mai: Carl Lehmann, pfälzischer Finanzbeamter und Bürgermeister von Frankenthal (* 1786)
- 06. Mai: James Young Simpson, schottischer Arzt und Entdecker der Chloroform-Anästhesie (* 1811)
- 08. Mai: Iossif Iossifowitsch Charlemagne, russischer Architekt (* 1824)
- 08. Mai: Ludwig Eichler, deutscher Schriftsteller und führende Persönlichkeit der Märzrevolution 1848 (* 1814)
- 09. Mai: Lawrence Brainerd, US-amerikanischer Politiker (* 1794)
- 10. Mai: Robert Wilson, US-amerikanischer Politiker (* 1803)
- 15. Mai: Harro Harring, deutscher Revolutionär, Dichter und Maler (* 1798)
- 25. Mai: Richard Stockton Field, US-amerikanischer Politiker (* 1803)
- 26. Mai: Thomas Dickens Arnold, US-amerikanischer Politiker (* 1798)
- 29. Mai: Karl Friedrich Ameis, deutscher klassischer Philologe (* 1811)
- 30. Mai: Charles Duncan Cameron, britischer Offizier und Konsul in Abessinien (* 1825)
- 30. Mai: Gustave Vogt, französischer Oboist, Musikpädagoge und Komponist (* 1781)
- 31. Mai: Johann Caspar Kummer, deutscher Flötist, Komponist und Musikpädagoge (* 1795)
- 02. Juni: Carl von Hügel, deutsch-österreichischer Diplomat, Reisender, Naturforscher und Hortologe (* 1796)
- 08. Juni: Johann Gottlob Töpfer, deutscher Organist, Komponist und Theoretiker des Orgelbaus (* 1791)

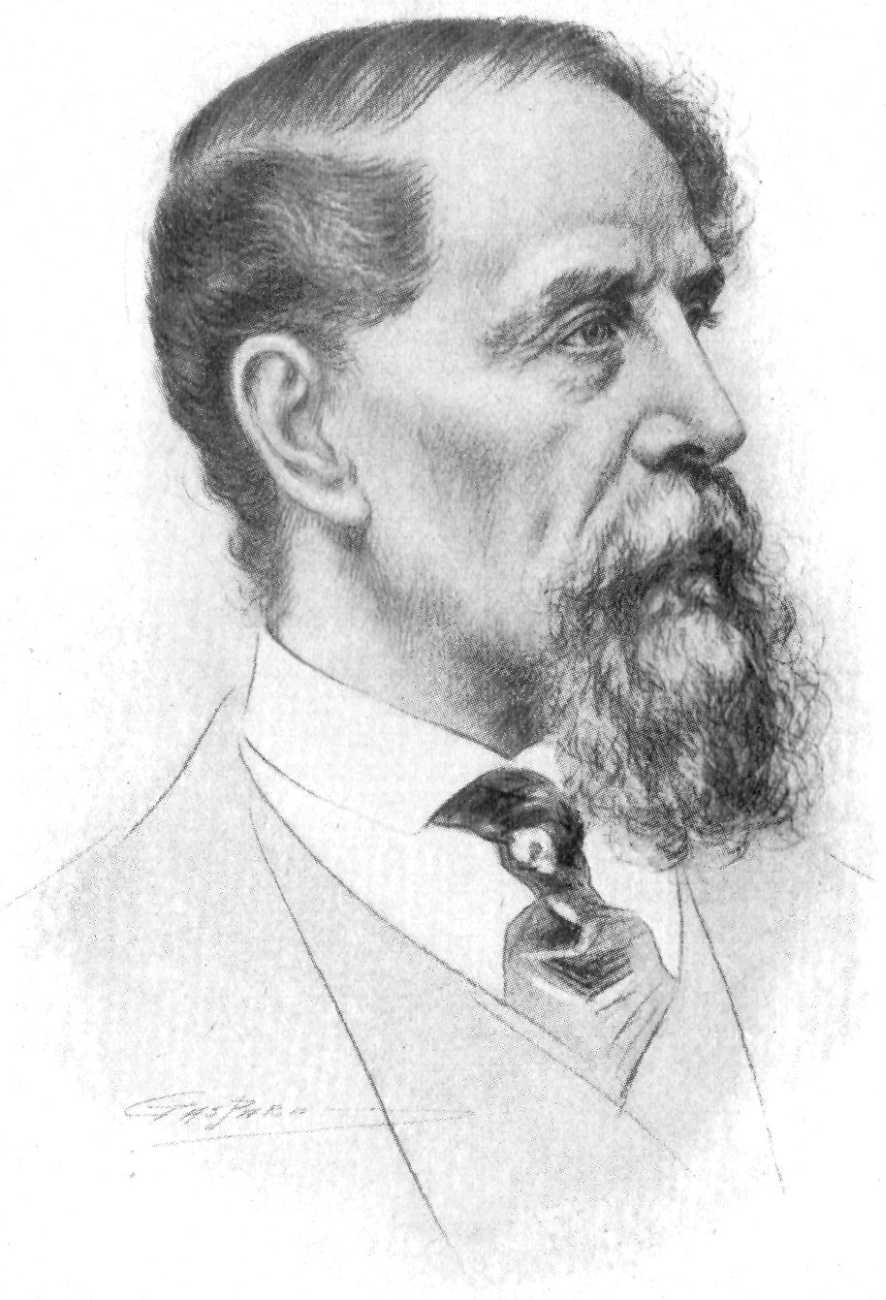
Charles Dickens

- 09. Juni: Charles Dickens, englischer Schriftsteller (* 1812)
- 18. Juni: Karl Eduard Vehse, deutscher Geschichtsschreiber (* 1802)
- 20. Juni: Jules de Goncourt, französischer Schriftsteller (* 1830)
- 23. Juni: Joseph Halstead Anderson, US-amerikanischer Politiker (* 1800)
- 24. Juni: Adam Lindsay Gordon, australischer Dichter (* 1833)

### Juli bis September
- 03. Juli: Alfred von Auerswald, preußischer Generallandschaftsdirektor und Innenminister (* 1797)
- 05. Juli: Bernhard Karl Wyss, Schweizer evangelischer Geistlicher und Hochschullehrer (* 1793)
- 13. Juli: Johan Fredrik Eckersberg, norwegischer Maler der Nationalromantik (* 1822)
- 13. Juli: Clelia Barbieri, italienische Ordensbegründerin (* 1847)
- 16. Juli: George Ashmun, US-amerikanischer Politiker (* 1804)
- 20. Juli: Albrecht von Graefe, deutscher Augenarzt (* 1828)
- 22. Juli: Josef Strauss, österreichischer Komponist und Dirigent (* 1827)
- 25. Juli: Friedrich Christian Wilhelm Karl Sell, deutscher evangelischer Theologe (* 1801)
- 28. Juli: Bernhard Dunker, norwegischer Jurist und politischer Autor (* 1809)
- 03. August: Pompejus Bolley, deutscher Chemiker (* 1812)
- 05. August: Wilhelm von Radziwill, preußischer General (* 1797)
- 07. August: Franziska Cornet, deutsche Opernsängerin (* 1808)
- 10. August: Joséphine Fodor-Mainvielle, französische Opernsängerin (* 1789 oder 1793)
- 10. August: Jules Pierre Rambur, französischer Arzt und Entomologe (* 1801)
- 12. August: Charles Kestner, französischer Unternehmer und Politiker (* 1803)
- 14. August: David Glasgow Farragut, amerikanischer Marineoffizier im Sezessionskrieg (* 1801)
- 15. August: Charles Jean Jacques Joseph Ardant du Picq, französischer Oberst (* 1821)
- 16. August: Jules Léotard, französischer Artist (* 1838)
- 21. August: Andrew J. Applegate, US-amerikanischer Politiker (* 1833)
- 21. August: Franz von Brandis, deutscher Forstmann und hessischer Politiker (* 1792)
- 21. August: Gustav Struve, deutscher Politiker, Rechtsanwalt, Publizist und Revolutionär von 1848/49 (* 1805)
- 23. August: Carl Richard Zanders, deutscher Papierfabrikant (* 1826)
- 31. August: John F. Appleton, US-amerikanischer Jurist und General (* 1838)
- 01. September: Charles-Joseph de Flahaut, französischer General und Politiker (* 1785)
- 01. September: Joseph Anton von Maffei, deutscher Industrieller, Eisenbahnfabrikant (* 1790)
- 01. September: Otto Wigand, deutscher Verleger und Politiker (* 1795)
- 06. September: Cowper Phipps Coles, britischer Ingenieur und Marineoffizier (* 1819)

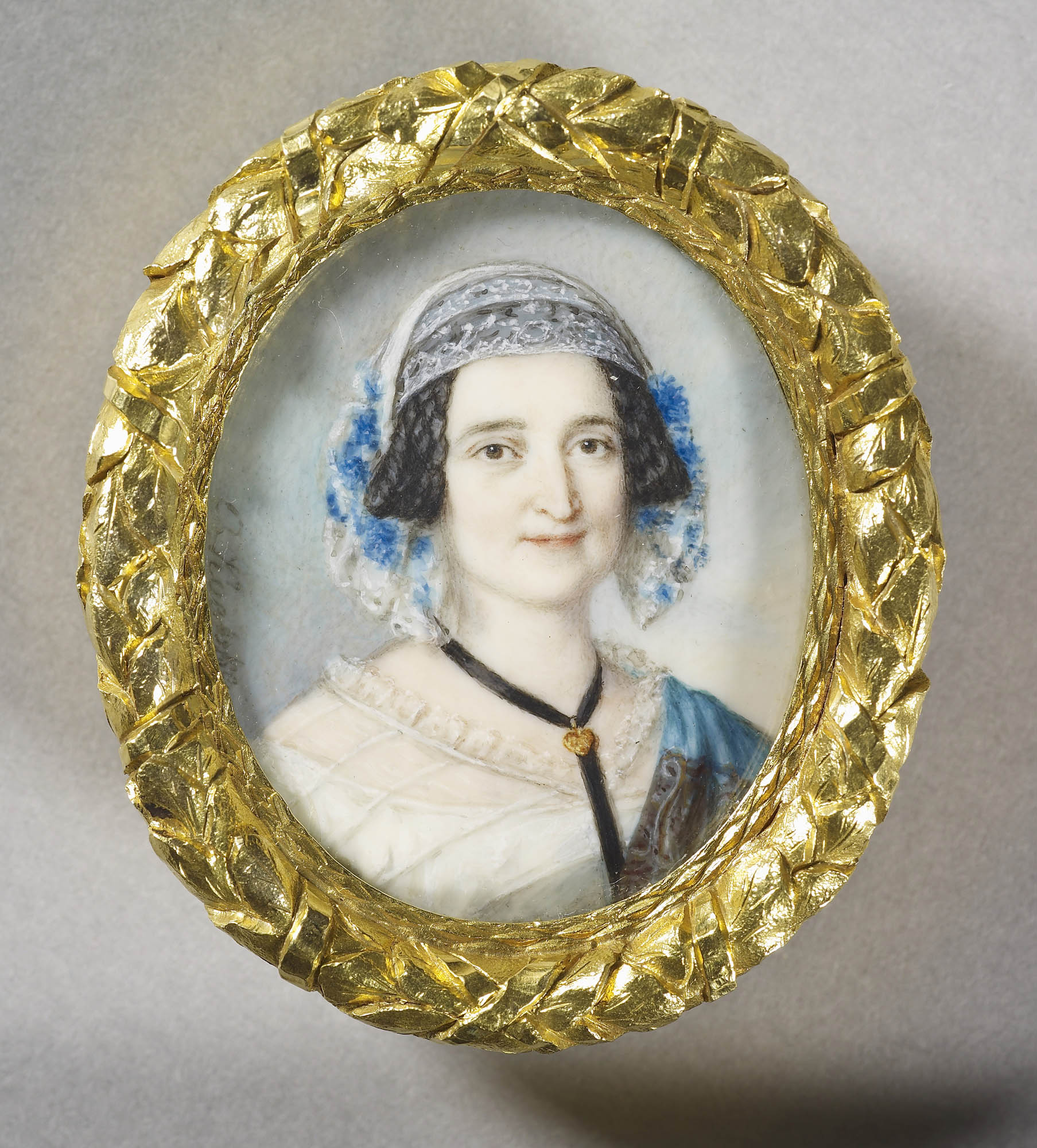
Louise Lehzen

- 09. September: Louise Lehzen, deutsche Gouvernante und Erzieherin (* 1784)
- 12. September: Carl August von Steinheil, deutscher Physiker (* 1801)

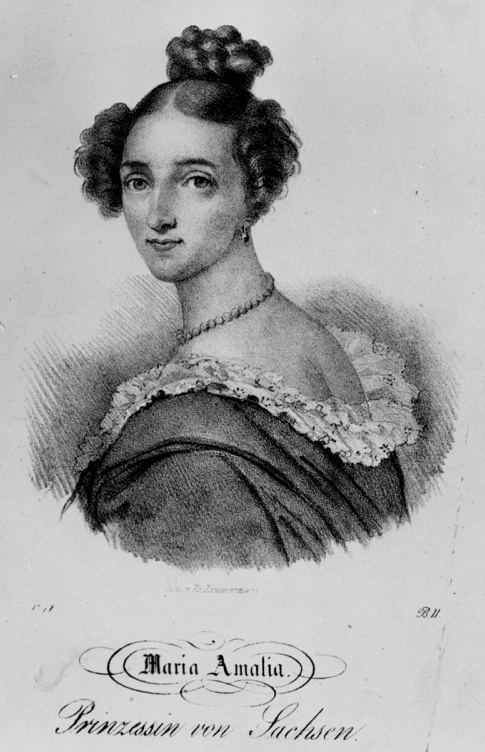
Amalie von Sachsen

- 18. September: Amalie von Sachsen, deutsche Komponistin und Schriftstellerin (* 1794)
- 20. September: John Brinckman, plattdeutscher Schriftsteller (* 1814)
- 23. September: Prosper Mérimée, französischer Schriftsteller (* 1803)
- 25. September: John Braithwaite, britischer Ingenieur und Erfinder des ersten dampfbetriebenen Feuerwehrfahrzeuges (* 1797)

### Oktober bis Dezember
- 06. Oktober: Heinrich Arnold Huyssen, deutscher Industrieller und Politiker (* 1779)
- 06. Oktober: Augustus Matthiessen, britischer Chemiker und Physiker (* 1831)
- 06. Oktober: Johann Andreas Schubert, deutscher Bauingenieur (* 1808)
- 07. Oktober: Mario Mattei, Kardinaldekan (* 1792)
- 07. Oktober: Madschid bin Said, Sultan von Sansibar (* 1834?)
- 09. Oktober: Peregrin Teuschl, österreich-ungarischer Steinmetzmeister (* 1822)
- 10. Oktober: Mordecai Bartley, US-amerikanischer Politiker (* 1783)
- 12. Oktober: Robert Edward Lee, US-amerikanischer General (* 1807)
- 14. Oktober: Karl Twesten, deutscher Politiker und Jurist (* 1820)
- 20. Oktober: Michael William Balfe, irischer Komponist und Sänger (* 1808)
- 24. Oktober: Antonius Maria Claret, spanischer Bischof und Ordensgründer (* 1807)
- 24. Oktober: Emanuel Friedrich Zehender, Schweizer Schullehrer, Pomologe und Gutsbesitzer (* 1791)
- 26. Oktober: Thomas Anderson, schottischer Botaniker (* 1832)
- 29. Oktober: Frederick Chamier, englischer Schriftsteller (* 1796)
- 06. November: Johann Kaspar Ammann, Schweizer Jurist und Politiker (* 1803)
- 23. November: John Hopkins Clarke, US-amerikanischer Politiker (* 1789)
- 24. November: Comte de Lautréamont, französischer Schriftsteller (* 1846)
- 28. November: Frédéric Bazille, französischer Maler (* 1841)

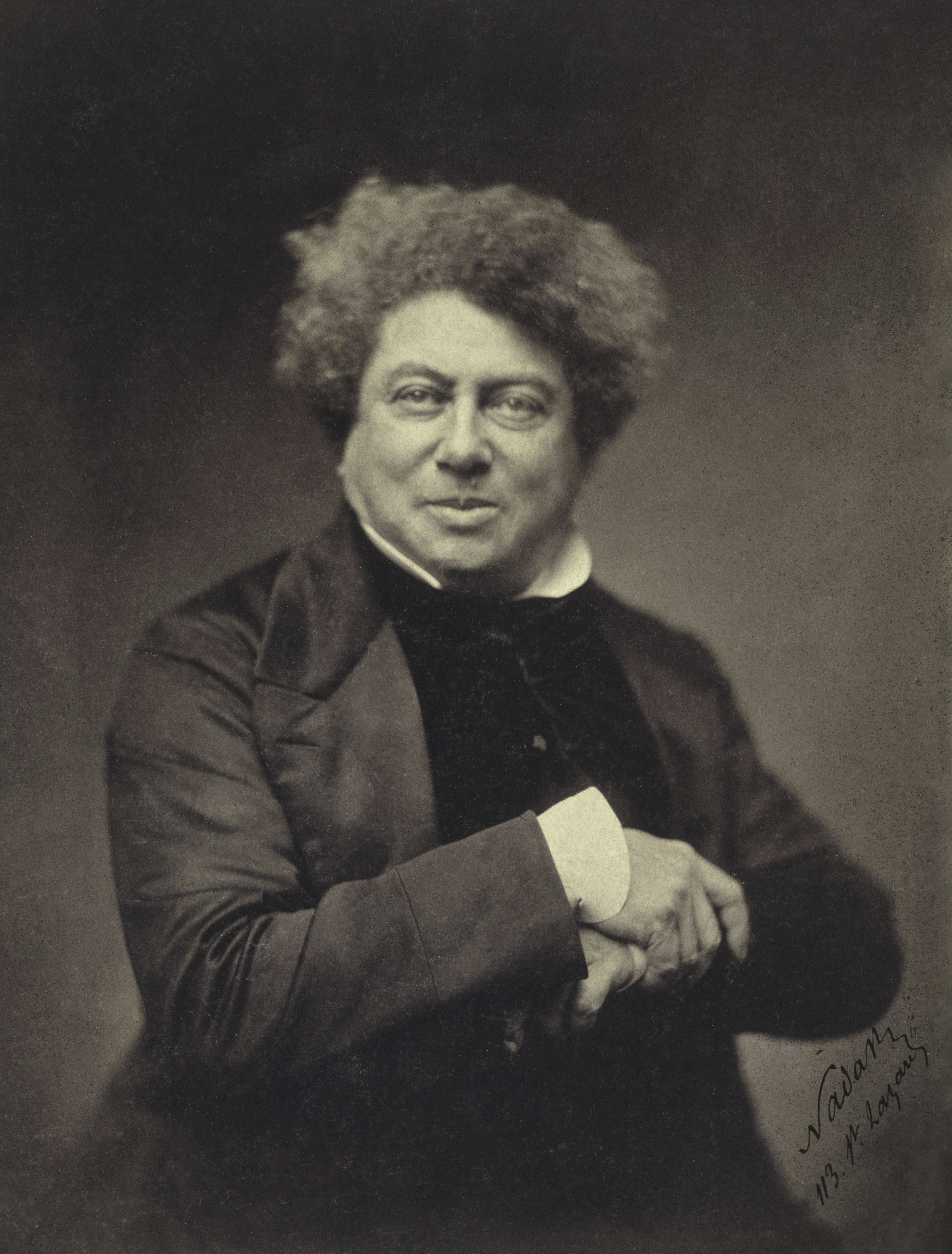
Alexandre Dumas der Ältere, 1855

- 05. Dezember: Alexandre Dumas, französischer Schriftsteller (* 1802)
- 05. Dezember: Herman Severin Løvenskiold, norwegischer Komponist (* 1815)
- 08. Dezember: Max Emanuel Ainmiller, deutscher Architektur- und Glasmaler (* 1807)
- 12. Dezember: August von Voit, deutscher Architekt (* 1801)
- 22. Dezember: Gustavo Adolfo Bécquer, spanischer Schriftsteller (* 1836)
- 25. Dezember: Eduard Jakob Wedekin, deutscher Bischof von Hildesheim und Administrator von Osnabrück (* 1796)
- 28. Dezember: Wilson Lumpkin, US-amerikanischer Politiker (* 1783)
- 28. Dezember: Georg Karl von Seuffert, deutscher Jurist (* 1800)

### Genaues Todesdatum unbekannt
- Caterina Barili, italienische Opernsängerin (Geburtsdatum unbekannt)
- Alphonse Gilbert, französischer Komponist und Organist (* 1805)
- Jacques-François Ochard, französischer Maler (* 1800)
- Ioannis Rangos, griechischer Freiheitskämpfer und General (* 1790)